# Шомекей
Шомекей (каз. Шөмекей) — род (ру, тайпа, тұқұм), входящий в состав тюркского племени Алшын.
В некоторых источниках также указываются названия: шумекей, чомекей, чумекей, чюмекей, чумякей, чоман, чумань.
Клич (каз. ұран) рода — «Дойт», о происхождении которого существует легенда, что у Шомена — родоначальника шомекеев, потомка Алау эмира и брата Алима, было два сына — Шомекей и Дойт. Последний был бездетным, и чтобы после смерти осталась память о нём, за родовым ураном закрепили его имя.
Выходцы из рода шомекей встречаются среди каракалпаков. По исследованиям Жданко Т. А., ветвь шомекеев — танке (в составе племени кытай) — осталась в Каракалпакстане. От него происходят роды анна, куйын, айтеке, шеруши,.

…Не менее интересна вторая легенда-генеалогия, объединяющая в одну родственную группу четыре рода: анна, куйын, айтеке и шеруши. Легенда записана нами в колхозе им. Горького Чимбайского района у знатока каракалпакского фольклора Жулдаса Бабаева. Варианты её рассказывали нам 86-летний Косыбак Нуруллаев из того же колхоза и 69-летний Тлеумбет Абдиев (ктай — айтеке).
Предком этих родов считают некоего Танке, выходца из казахского племени чумекей. Изгнанный из своего рода за какое-то преступление, он нашел приют у каракалпаков и был покровительствуем Ормамбет-бием (по другому варианту Орус-бием), который, сделав Танке своим братом (очевидно, приняв в род), дал ему скот, и Танке занялся пастушеством.
В одном из своих нападений на калмыков (по другому варианту — на туркмен-иомудов) каракалпаки захватили в плен молодую беременную женщину; Ормамбет-бий отдал её в жены Танке. Первый сын этой женщины по отцу был калмыком (по другому варианту иомудом); его назвали Ток-Полат. Ток вырос, женился на каракалпачке, сыном его был Куйын (родоначальник рода куйын), сыновьями же Танке и пленницы-калмычки (иомудки) были Айтеке, Шеруши, Анна, от которых произошли соответствующие роды. По другому варианту этой легенды (Косыбака Нуруллаева), все четверо были сыновьями Тока и каракалпачки, и потому в народе сложилась поговорка: «айтеке — шеруши, анна — куйиннынг бабасы Ток, Токтынг аржагы жок», то есть «предок айтеке — шеруши, анна и куйынов — Ток, а у Тока нет предков»…
…Большая часть родов, входящих в группы внутри кытай или кыпшак, сохранила не только общие генеалогические предания, но и воспоминания о недавней экзогамии, а иногда и остатки экзогамии.
Так, четырём родам группы танке ещё лет 50 назад запрещалось вступать в брак друг с другом. Наш информатор Абдиев, 69 лет, из рода айтеке ещё помнит об этом запрете …
— 

## Описание тамг рода Шомекей
Тамги рода шомекей — по версии Аманжолова С. А. и Казарцева И. , по версии Тынышпаева М. и Аманжолова С. А. , по версии Тынышбаева М. и Гродекова Н. И. , по версии Казанцева И. .
В одном из ведущих аукционов СНГ «VIOLITY» (Виолити) была продана «Княжа тамга» за более чем 3300 долларов США . На этой тамге присутствуют три из четырёх изображений тамги рода Шомекей, а именно , , .
Обращает на себя внимание тот факт, что одна из тамг рода шомекей, а именно , строго соответствует тамге рода каракесек.
До недавнего времени считалось, что родовые знаки казахов хорошо изучены, поскольку их фиксация началась ещё в конце XVIII века. Однако современным исследователям приходится сталкиваться с неполной, а иногда и противоречивой информацией о тамгах казахских родов. Имеющиеся сведения представлены бессистемно, и примером совершенно иного подхода являются новые этнографические исследования А. Е. Рогожинского по тамгам Старшего жуза.. Им были изучены более 250 дел из 11 фондов Центрального государственного архива Казахстана. Количество тамг архивной коллекции сегодня составило 435 изображений, из которых более 300 идентифицированы как тамги конкретного племени, рода или отделения.
В его работах представлены сравнительные таблицы изображенных тамг, а также даны ссылки на основные библиографические источники и данные архивных документов XIX века по тамгам казахов Старшего жуза. Из этих источников отчетливо видна разница в изображении родовых знаков, и она объясняется Рогожинским А.Е. тем, что тамги, указанные в сочинении Н. И. Гродекова «Киргизы и кара-киргизы Сыр-Дарьинской области», были взяты со ссылокой на письменные источники или данные информатора А. Н. Вышнегорского. Степень же его осведомленности, а также достоверность представленных им Градекову ссылок, теперь установить трудно. Так, Н. Аристов в своем исследовании предпочел воспользоваться сравнительно небольшой выборкой тамговых знаков, опубликованных Н. Гродековым. Неполнота этих данных о тамгах усугубилась ещё и неточностями графического воспроизведения некоторых знаков «по Гродекову». В журнальном издании на качестве представленных работ Н. Аристова сказались неодинаковые полиграфические возможности двух типографий.
Аманжолов С. А. в своей известной работе лишь сопоставляет вновь уже имеющиеся комплекты тамговых знаков «старых востоковедов» и на этой основе делает свои выводы.
Не добавили ясности в данной проблеме и Востров В. В. с Мукановым М. С., которые были вынуждены искать компромисс между противоречивостью сведений предшественников и недостаточностью материалов собственных полевых исследований. Как результат, Востров В. В. и Муканов М. С. используют знаки, указанные Н. Гродековым, М. Тынышпаевым и С. Аманжоловым, при этом последние два автора заимствуют отдельные варианты тамг друг у друга, и вместе — у Н. Гродекова и Н. Аристова.
Самым известным местом, где изображены тамги и древнетюркская эпиграфика, является Тамгалытас — это в низовье р. Сарысу, на южном берегу соленого озера Тамгалы-туз в северо-западной оконечности пустыни Бетпак-Дала.

…В настоящее время камень Тамгалытас сильно разрушен, и на обломках песчаника сохранились лишь отдельные знаки и арабографичные надписи-автографы на тюрки, старейшие из которых датируются специалистами нач. XIX в. Выделяется серия тамгообразных знаков, относящихся, по-видимому, к средневековью; среди них численно преобладают знаки в виде двух параллельных линий, сопоставимые с кыпчакской тамгой. Поздние казахские надписи тоже часто сопровождаются тамгой «косалеп» племени кыпшак, в том числе эпитафия на одной из могил расположенного вблизи небольшого некрополя. Вместе с поздними надписями встречаются и другого вида знаки, идентифицируемые как тамги казахских родов Среднего (уак) и Младшего (шомекей, адай, жагалбайлы) жузов…
…Безусловно, не все тамги создавались на скалах одновременно, но можно выделить группу
знаков, доминирующих и в количественном отношении, и в некой иерархии изображений, наблюдаемой в собраниях тамг разного вида. Для местонахождений Чу-Илийских гор можно указать два вида особенно часто встречающихся тамг: в виде извивающейся змеи и напоминающий греческую «омегу». Иногда они выступают самостоятельно, иногда вместе, причем «ранг» тамги-змеи часто меняется: то она доминирует, то изображается рядом или ниже омегообразного знака… — 
По омегаобразной тамге есть интересная теория толкования его[кого?] смысла: 

Смысл тамг, принадлежащих родовым подразделениям младшего жуза Шомекей и Каракесек, неясен. А их изогнутые очертания заметно отличаются от тамг других казахстанских родов. Подобный знак встречается на оленных камнях Сибири, Алтая и Монголии, относящихся к бронзовому веку. Археологи также находят похожие на эти знаки предметы, отлитые из бронзы. Долгое время было непонятно, какое именно функциональное значение имели диковинные предметы, но то, что они каким-то образом связаны с колесницами, не вызывает у ученых сомнений. Так, в 80-е годы XX века археологи обнаружили в захоронениях на территории Китая (в регионе, куда проникновение наших предков практически доказано) и Минусинской долины частицы колесниц вместе с этими загадочными предметами.
Ученый A. Варенов сделал вывод, что предметы являются центральными бляхами поясов, а их изогнутые дуги были необходимы для того, чтобы колесничий во время боя мог освободить руки, занятые вожжами. Предположительно колесничие прикрепляли поводья к дугам на пряжке своих поясов и могли орудовать копьем или использовать лук, не теряя контроля над лошадьми. В эпоху бронзы социальная роль колесничих (вероятнее всего, индоевропейцев) была очень высока. Они образовывали влиятельные кланы, из которых выходили родовые и племенные вожди. И хотя нет твердых доказательств, но благодаря тамгам вполне можно сделать вывод, что казахи, принадлежащие к родам Шомекей и Каракесек, — это потомки этих влиятельных кланов, не потерявшиеся во временном промежутке длиной в три тысячи лет.
— 

## О различных версиях места рода в структуре племенного союза Алимулы
В настоящее время считается, что Младший жуз состоит из трёх племенных союзов: алимулы (или алты алим), байулы и жетыру. Алимулы составляют шесть родов — карасакал, каракесек, торт кара, шомекей, шекты, кете. Такой состав родов представлен в материалах Левшина А. И. (1798—1879) и Шакарима Кудайбердиева (1858—1931).
Между тем, Тевкелев К. (1674—1766) в работе "Поколенная роспись династий казахских ханов и султанов и описание родоплеменного состава трех жузов" пишет, что Алшын разделяется на две группы, то есть каракесек и байулы.. Группа родов Каракесек состоит из шести родов — карасакал, каракесек, торт кара, шомекей, шекты, кете.
И, наконец, Мухамеджан Тынышпаев (1879—1937) в самом начале своей книги «Материалы по истории казахского народа» указывает на деление Младшего жуза на алимулы, байулы и жетыру, а далее называет алимулы группой кара-кесек (алим-улы, шомекей, кете). Таким образом, исходя из этих фактов Младший жуз должен состоять из трех племенных союзов: кара-кесек, байулы и жетыру. Эту версию поддерживают историки С. Асфендияров, С. Толыбеков.
К сожалению, и современные исследователи не вносят ясности в этот вопрос. Так, Нурумбаев А. А. в начале своей книги даёт следующее перечисление: «Родоплеменная группа Алимулы: каракесек, карасакал, кете, торткара, шекты, шомекей», а позже пишет, что Алим и Шомен были братьями, и у Шомена, младшего сына Кайырбая, было два сына — Шомекей и Дойт, то есть, по сути, повторяет данные М. Тынышбаева.
О положении рода Шомекей в структуре родов Младшего Жуза Торегали Казиев пишет:

«Алим (каракесек) считается старшим сыном в Младшем Жузе, как ошакты — В Старшем, аргын — в Среднем Жузе. Племя шомекей, которое большинство исследователей относит к алим, а часть людей считает отдельным объединением, считается хозяином (хранителем) древнего шанырака Младшего Жуза, как племя албан — в Старшем Жузе, кыпшак — в Среднем (А. Сейдімбек. Қаз. ауз. тарихы. 143б.). Это говорит о том, что на земле шомекеев находится Үлкен Үй, то есть Большой Дом Младшего Жуза, а также его изначальные святыни. Расшифровка духовного наследия может привести к открытию этих святынь.»

## Предыстория названий предковых имен: от чумугунь и до аланских корней
Род шомекей, возможно, имеет весьма древнюю историю. Первыми исследователями, которые считали шомекеев потомками племени чу-му-гунь (одно из чуйских племен, обитавшие в VI веке между горами Барлык и Тянь-Шанем) были Аристов Н. А.(1847—1910). и Грум-Гржимайло Г. Е. (1860—1936).
Тынышпаев М. поддерживает данную версию происхождения рода шомекей:

В середине 6 века Семиречье было завоевано тюрками, вышедшими из Алтая. По Китайским данным в 7 веке к западу от р. Чу жили поколения Чумынь (чумугунь). В 654 году китайцы напали на чумугунь, разрушили столицу их, убили 30 тысяч чумугунов, у которых были отрезаны уши (для подсчета убитых). Около 700 годов у западно-тюркского хана было 40.000 войск из племени чумугуя. В 742—744 г. потерпев поражение от соединенных сил уйгуров и карлуков, чумугуи бежали на запад. В книге «Диуан лагат ал-турк» написанной в 1073 году, почти одновременно с «Кудатку-блик» (1069 г.) на берегах р. Чу упоминается племя чеклы. У группы каракесек (алимулы, чомекей и кете) старинный уран (боевой клич) — доит; один из подродов алима-чекты (или чеклы). На юго-запад от Кашгара, в восточной части Алайских гор в настоящее время проживают кара-киргизские роды каракесек и тоит, с давних пор живут рядом и по преданиям, родственны. Таким образом каракесек и доит (тойт) встречаются одновременно у киргиз Младшей Орды и у кара-киргиз, причем это наименования и там и тут тесно связаны. Отсюда можно сделать такой вывод: среди тюрок пришедших из Алтая на берега р. Чу в середине 6 века были роды чумень или чумекей, от которых могла получить своё название р. Чу. (Заметим кстати, что на Алтае, южнее Телецкого озера есть река Чу или Чуя, Чуйская степь и Чуйские белки. Эти географические названия находятся вблизи р. Черкиш, о которой было сказано выше). В течение 2 веков (550—740) на берегах р. Чу они составляли ядро западно-тюркского государства и в 742—744 годах уйгурами и карлуками были разрезаны на 2 части — большая часть бежала на запад, меньшая через горы ушла в Кашгарию. Киргизская группа, по-видимому, все время жила в низовьях р. Сыр-Дарьи и к востоку от Аральского моря. Этим, вероятно, объясняется, что каракесеков нет в Крыму, Казани и среди башкир, только кете упоминается у астраханских ногаев и туркмен. Название алим, без сомнения, позднейшее, данное, вероятно, группе в честь духовного покровителя какого-нибудь ходжи.

Гумилёв Л. Н. в своей книге «Древние тюрки» писал о так называемом союзе «Десяти стрел» в Западнотюркском каганате. В данный союз в 635 году вошло пять родов дулу — чуйе, чумугунь, чуми, чубан (жубан), чумак и пять родов нушиби — асицзе кюль, гэшу кюль, басайгань, асицзе нишу, гэшу чупан. Каждый род получил по стреле, символизирующей власть. Но данная попытка была неудачной, и союз развалился по реке Чу (Шу) на две части.
Подробное рассмотрение изображений тамги рода шомекей и каракесек —  и их анализ в свете теоретического аспекта значения родовых знаков вообще подтверждает предположение Тынышпаева М. о том, что группа каракесек (алимулы, шомекей и кете) родом из Алтая и проживает на территории современного Казахстана с середины VI века н. э.
В подтверждение версии Тынышпаева М. можно добавить предположение по этнониму Алшын (Младший жуз) с тюркютским родом Ашина, что у истоков этой династии стояло племя Чумугунь. ↗
Востров В. В. и Муканов М. С., сопоставляя тамговые знаки казахских родов, указывают:

Как известно, племя чу-му-гунь входило в VI—VII вв. в союз племен дулу, которые являются предками дулатов (Старший жуз), однако ни тамговые знаки рода чумекей, ни их уран не свидетельствуют о их родстве. Вместе с тем основная тамга чумекей  (по Аманжолову) или  (по Гродекову и Тынышпаеву) аналогична (особенно первая) с общей алшинской тамгой . Это свидетельствует о том, что род чумекей входил в состав алшинов очень давно. В этой связи некоторый интерес представляет несколько наивное представление А. Левшина о происхождении этого рода. Он пишет: «Чумякейский род Меньшей орды полагает, что он прежде не принадлежал к киргиз-казахам… и получил своё название от хана своего Чумякея, который во вражде с Чингисом отложился от него и пришел с приверженцами своими в места, ныне занимаемые Средней ордою. Потомок его Аюсрым, завладев окрестностями реки Сарысу, отдал единственную свою наследницу-дочь в замужество за сына Алима (родоначальник Алимулинского поколения), отчего и подданные его соединились с киргиз-казахами».

Алимулы, наряду с байулы, представляют собой одну из двух крупных родоплеменных групп в составе алшынов. Рядом авторов аргументирована точка зрения о тождестве алшынов и алчи-татар, живших в Монголии до XIII в. Согласно шежире, приводимому Ж. М. Сабитовым, все алшынские роды в составе алимулы и байулы происходят от Алау из племени алшын, жившего в XIV в. во времена Золотоордынского хана Джанибека.
Судя по гаплогруппе C2-M48, прямой предок алшынов по мужской линии происходит родом из Восточной Азии (близка калмыкам и найманам рода сарыжомарт), но не является близким нирун-монголам (субклад С2-starcluster). Генетически племенам алимулы и байулы из народов Центральной Азии наиболее близки баяты, проживающие в аймаке Увс на северо-западе Монголии. Основной гаплогруппой для шомекей является C-Y15552 (которая также является общеалшынской).
Некоторые исследователи выдвигают версию, что родоплеменные группы алимулы и байулы являются прямыми потомками средневековых аланов. Так, А. Нурумбаев пишет:

Так имя Алау, прародителя двух родоплеменных групп алимулы и байулы, можно связать с именем народа алан. Мангистауский учёный С.Кондыбай без тени сомнения писал: «Этническое название алаг алан вошло в мифогенеалогический и мифоэпический комплекс нового родоплеменного союза (имеется в виду алшынский союз племён — автор) в качестве имени первопредка Алау, эпического героя Алау-батыра, в дальнейшем, этнонима — алаш, алаша, алшын». (С.Кондыбай). Имена родоначальников Кыдуар и Кыдырбай легко увязать с названием элитарного хазарского рода кадыр/хыдыр, из которого, кстати, вышел каган хазар Астархан. (Байрамкулов М. А., Артамонов М. И.). Родоначальники племён торткара и каракесек — Карамашак и Уланак, в своих именах содержат древние этнонимы массагетов (кара+машак/масак (ет) и аланов (уланак/алан+ак). Заслуживает особого внимания имя Асанкожа, которым именовался прародитель всех племён объединения байулы, в том числе и Кыдыркожи/Кыдырбая. Этимологически слово восходит к этнониму ас, -ан- — словообразующий аффикс; кожа — это позднее добавление к слову асан, связанное с распространением ислама в степи. Имена родоначальников алимов — Сядиркожа и таминцев с табынами — Сядир созвучно с названием аланского племени на Балканском полуострове в V в. (Соколов, 30) сатар. (Байрамкулов М. А.)
Вышеприведённые совпадения лишний раз доказывают нам, что казахи — алшыны действительно являются прямыми потомками средневековых аланов.

## Численность рода Шомекей
Род шомекей являлся в прошлом одним из основных и многочисленных родов Младшего жуза.
Численность шомекей по состоянию на 1805 года по данным Спасского Г., приведенным в «Сибирском вестнике» за 1820 год (часть 9)., составляла до 96 800 человек (по четыре души на кибитку или семейство).

«… чумекейцевъ акъ-китинскаго рода» до 2 т. сем.; «чумекейцевъ каракитинскаго рода» до 2.200 семействъ; «чумекейцевъ уджрайскаго рода», въдънія Кундровъ-султана, до 1.500 сем.; … чумкей-джидлеръ до 6 т. сем., чумекей-кара-тамыръ до 3.500 сем.; чумекей-туки до 2.500 сем., чумекей-куитъ до 2.500 сем. и чумекей-кунякъ до 4 т. семействъ: эти пять «родов чумекейцевъ состояли въ въдъніи султана Буликея Ирали-ханова…»

Однако, учитывая легендарные данные, приведенные А. Нурумбаевым, общую численность шомекейцев следует сократить, так как ожырайкете, каракете и аккете не принадлежат к этому роду. С другой стороны, эта легенда и объясняет, почему указанные рода относят к роду шомекей:

Старшего сына Кыдуара, прародителя алимулы, звали Кайырбай. Кайырбай жил бедно, в связи с чем люди называли его также и Каракесеком (от кара «чёрный»; кесек «комок, брусок, ком глины»). У Кайырбая (Каракесека) было две жены. От старшей жены родился Байсары, от младшей — Алим и Шомен. У Байсары было два сына — Бозаншар и Майлыбай. У Майлыбая не было детей. В одном из сражений погибает Байсары. Его жена Кетебике выходит замуж за Алима, брата Байсары. От Алима у Кетебике рождается Тойкожа. Со временем уходит в мир иной Алим. Кетебике берёт к себе в жёны Шомен. У них рождается сын Туменкожа. Дети Кетебике — Бозаншар, Майлыбай, Тойкожа и Туменкожа, в память о своей матери стали именовать себя Кете. Потомки Бозаншара и Туменкожи стали называться ожырайкете или каракете, а потомки Тойкожи — аккете.

Таким образом, в 1805 году численность шомекейцев могла составлять до 74 000 человек.
А по данным сельскохозяйственной переписи 1911 года, что является достоверным статистическим материалом, численность этого рода уже составила более 100 тысяч человек.

## География расселения
По территории расселения и местам кочевий А. И. Левшин подразделяет шомекей на три большие группы. Первая кочевала летний период за Каракумами и урочищем Тогышкан, по Иргизу, до горы Карашатау, к реке Бак-Майме, зимой — по Сырдарье, в местностях Таскишу, Бесарык, Бесарык — Байгус, по Кувандарье. Вторая имела летовки у Каспийского моря, доходила до побережья Урала. Третья часть пользовалась летними кочевьями в верховьях Илека. На крайнем южном участке малая часть шомекеевцев кочевала между Каши и Бухарой.
И. Ф. Бларамберг (1800—1878) связывал такую дифференциацию с имущественным состоянием сородичей, в связи с чем беднейшая часть шомекеевцев не покидала Караузек (рукав Сырдарьи), занимаясь здесь земледелием. Другая часть аулов не поднималась выше Каракумов, а самые сильные и богатые скотом аулы доходили в летнее время до Тобола.
В начале 20-х годов XIX века шомекеевцы, поддержавшие султана Арынгазы, кочевали с ним в междуречье Кувандарьи и Сырдарьи. В 1834 году два отделения рода, избегая хивинских сборщиков зякета, зимовали в местности между Иргизом и песками Музбиль, Калмас, входящими в состав Каракумов, где потеряли большое количество скота. После строительства Новой линии кочевья шомекеевцы оказались непосредственно у русских укреплений.
Тулибаева Ж. М. в своих исследованиях, ссылаясь на книгу «История Средней Азии» Мир‛Абд ал-Карима Бухари, указывает следующие места кочевья: «когда наступает зима (племена казахов) перекочевывают на зимовки ближе к границам Бухары, Хивы и Туркестана. Племена шекли, торткара, кырк-мылтык располагаются вблизи Ургенча, племена шомекей, киут, джаппас, кипчак зимуют под Ташкентом, Бухарой, Самаркандом».
Дулатбек Кыдырбекулы и Гульнара Аннакулиева в «Историческом обзоре казахско-туркменских отношений» пишут: 

Помимо адайцев с туркменами поддерживали связь и другие племена Младшего Жуза (шомекей, торткара, бериш, таз и т. д.), которые проживали в пределах Хивинского ханства, куда входили нынешний Каракалпакстан, Дашховузская и Хорезмская области. — 
Таким образом, шомекеи занимали обширную территорию от рек Ишима и Иртыша на севере до г. Самарканда на юге. Центром — «столицей» — шомекеев считался Иргизский район Актюбинской области.

## Жети ата и шомекей
Казахи традиционно считаются мусульманами. Но вместе с тем придерживаются обычаев, имеющих истоки из Тенгрианства. Например, казахи свято чтут Аруахов — Духов Предков, и по этому обычаю каждый казах обязан знать родословную «семи предков» («жети ата»), героические свершения, дела и подвиги предков или их позор. Таким образом, каждый мужчина понимал, что его поступки будут также оцениваться семью поколениями его потомков.
Данный обычай вылился в составление шежире казахских родов.
В настоящее время во всех шежире казахов прослеживается желание провести линию от «первопредков» до сегодняшнего дня.
Такое желание, во-первых, противоречит обычаю «о семи предках». Думается, изначально было так, каждый сын должен знать ближайших семи предков, начиная со своего отца, и «первопредка». А имена предков, находящихся посередине опускаются, так как физически запомнить без письменности не представляло возможным.
Во-вторых, данная практика составления шежире уменьшает возраст родов максимум до Средневековья.
В-третьих, при несложных арифметических подсчетах с периода Средневековья по сегодняшний день количество людей одного рода должно быть меньше. Жумажан Байжумин пишет:

Все названия «предковых» родов, действительно являются именами древних людей, которых мы с полным основанием можем называть «первопредками». Но вопреки бытующим представлениям, относящим время их жизни к Средневековью, а зачастую и к более позднему историческому периоду, многие из них предположительно жили ещё в
 IV-III тыс. до н.э., а возможно и ранее. В своей известной работе «Казахское кочевое общество в XIII - начале XX века», крупный казахский историк С.Е.Толыбеков совершенно правильно трактует следующую ситуацию: «…Родоначальник (племени) Шомекей был якобы отцом четверых сыновей: Тохы, Купека, Бозгула и Аспана. Потом каждый сын, в свою очередь, имел своё потомство. По расчетам шомекейцев, их предок жил в начале XVII века. Было бы неверно предполагать, что этот огромный род, состоящий в начале XX века из 100 000 душ населения, достиг такого размера на базе одной семьи. В действительности, Шомекей не был отцом предков четырех родовых отделений. Он мог объединить под своим именем эти четыре, совершенно не связанные между собой родством группы кочевников». И действительно, все казахские племена, родоплеменные объединения, тем более жузы, на момент своего формирования представляли собой конгломерат из самых различных тюркских родов. Такими же необычайно сложными являлись этногенетические процессы, которыми сопровождалось формирование и всех других тюркоязычных народов. Родоплеменной состав любого из них включает в себя множество экзогенных групп, в одинаковой мере свойственных и для прочих тюркских народов.

В настоящее время в печатных источниках или на сайтах при составлении шежире не учитывается порядок старшинства родов. Ведь на курултаях (собраниях), при подписании важных документов с участием нескольких родов выступали ру-аксакалы строго по «ранжиру». Пример — 56 ру-аксакалов, принявшие присягу на верность российскому престолу 

## Состав и схема предковых имен (жети ата) рода
Шомен, отец Шомекея и Дойта, происходил от Каракесек, который происходил от Кайырбая, отцом которого был Алимулы (Младший Жуз).
Основными подразделениями рода Шомекей являются четыре подрода: Тока, Конек, Аспан и Бозгыл.
|         |         |         |         | Шомен   |         |  |  |       |       |       |       |       |       |  |  |       |       |       |       |       |       |  |  |        |        |        |        |        |        |  |  |  |  |  |  |  |  |  |  |
|         |         |         |         |         |         |  |  |       |       |       |       |       |       |  |  |       |       |       |       |       |       |  |  |        |        |        |        |        |        |  |  |  |  |  |  |  |  |  |  |
|         |         |         |         |         |         |  |  |       |       |       |       |       |       |  |  |       |       |       |       |       |       |  |  |        |        |        |        |        |        |  |  |  |  |  |  |  |  |  |  |
| Шомекей | Шомекей | Шомекей | Шомекей | Шомекей | Шомекей |  |  | Дойт  | Дойт  | Дойт  | Дойт  | Дойт  | Дойт  |  |  |       |       |       |       |       |       |  |  |        |        |        |        |        |        |  |  |  |  |  |  |  |  |  |  |
| Шомекей | Шомекей | Шомекей | Шомекей | Шомекей | Шомекей |  |  | Дойт  | Дойт  | Дойт  | Дойт  | Дойт  | Дойт  |  |  |       |       |       |       |       |       |  |  |        |        |        |        |        |        |  |  |  |  |  |  |  |  |  |  |
|         |         |         |         |         |         |  |  |       |       |       |       |       |       |  |  |       |       |       |       |       |       |  |  |        |        |        |        |        |        |  |  |  |  |  |  |  |  |  |  |
| Тока    | Тока    | Тока    | Тока    | Тока    | Тока    |  |  | Конек | Конек | Конек | Конек | Конек | Конек |  |  | Аспан | Аспан | Аспан | Аспан | Аспан | Аспан |  |  | Бозгыл | Бозгыл | Бозгыл | Бозгыл | Бозгыл | Бозгыл |  |  |  |  |  |  |  |  |  |  |

| Тока           |                |                |                |                |                |  |  |                  |                  |                  |                  |                  |                  |  |  |              |              |              |              |              |              |  |  |        |        |        |        |        |        |  |  |         |         |         |         |         |         |  |  |       |       |       |       |       |       |  |  |        |        |        |        |        |        |  |  |  |  |  |  |  |  |  |  |  |  |  |  |  |  |  |  |  |  |  |  |  |  |  |  |
|                |                |                |                |                |                |  |  |                  |                  |                  |                  |                  |                  |  |  |              |              |              |              |              |              |  |  |        |        |        |        |        |        |  |  |         |         |         |         |         |         |  |  |       |       |       |       |       |       |  |  |        |        |        |        |        |        |  |  |  |  |  |  |  |  |  |  |  |  |  |  |  |  |  |  |  |  |  |  |  |  |  |  |
|                |                |                |                |                |                |  |  |                  |                  |                  |                  |                  |                  |  |  |              |              |              |              |              |              |  |  |        |        |        |        |        |        |  |  |         |         |         |         |         |         |  |  |       |       |       |       |       |       |  |  |        |        |        |        |        |        |  |  |  |  |  |  |  |  |  |  |  |  |  |  |  |  |  |  |  |  |  |  |  |  |  |  |
| Бескем (Бегим) | Бескем (Бегим) | Бескем (Бегим) | Бескем (Бегим) | Бескем (Бегим) | Бескем (Бегим) |  |  | Кармыс (Ескем)   | Кармыс (Ескем)   | Кармыс (Ескем)   | Кармыс (Ескем)   | Кармыс (Ескем)   | Кармыс (Ескем)   |  |  | Ескара       | Ескара       | Ескара       | Ескара       | Ескара       | Ескара       |  |  |        |        |        |        |        |        |  |  |         |         |         |         |         |         |  |  |       |       |       |       |       |       |  |  |        |        |        |        |        |        |  |  |  |  |  |  |  |  |  |  |  |  |  |  |  |  |  |  |  |  |  |  |  |  |  |  |
| Бескем (Бегим) | Бескем (Бегим) | Бескем (Бегим) | Бескем (Бегим) | Бескем (Бегим) | Бескем (Бегим) |  |  | Кармыс (Ескем)   | Кармыс (Ескем)   | Кармыс (Ескем)   | Кармыс (Ескем)   | Кармыс (Ескем)   | Кармыс (Ескем)   |  |  | Ескара       | Ескара       | Ескара       | Ескара       | Ескара       | Ескара       |  |  |        |        |        |        |        |        |  |  |         |         |         |         |         |         |  |  |       |       |       |       |       |       |  |  |        |        |        |        |        |        |  |  |  |  |  |  |  |  |  |  |  |  |  |  |  |  |  |  |  |  |  |  |  |  |  |  |
|                |                |                |                |                |                |  |  |                  |                  |                  |                  |                  |                  |  |  |              |              |              |              |              |              |  |  |        |        |        |        |        |        |  |  |         |         |         |         |         |         |  |  |       |       |       |       |       |       |  |  |        |        |        |        |        |        |  |  |  |  |  |  |  |  |  |  |  |  |  |  |  |  |  |  |  |  |  |  |  |  |  |  |
|                |                |                |                |                |                |  |  |                  |                  |                  |                  |                  |                  |  |  |              |              |              |              |              |              |  |  |        |        |        |        |        |        |  |  |         |         |         |         |         |         |  |  |       |       |       |       |       |       |  |  |        |        |        |        |        |        |  |  |  |  |  |  |  |  |  |  |  |  |  |  |  |  |  |  |  |  |  |  |  |  |  |  |
| Сарт)          | Сарт)          | Сарт)          | Сарт)          | Сарт)          | Сарт)          |  |  | Бетыкей(Батикей) | Бетыкей(Батикей) | Бетыкей(Батикей) | Бетыкей(Батикей) | Бетыкей(Батикей) | Бетыкей(Батикей) |  |  | Токей(Текей) | Токей(Текей) | Токей(Текей) | Токей(Текей) | Токей(Текей) | Токей(Текей) |  |  | Алдияр | Алдияр | Алдияр | Алдияр | Алдияр | Алдияр |  |  | Молдияр | Молдияр | Молдияр | Молдияр | Молдияр | Молдияр |  |  |       |       |       |       |       |       |  |  |        |        |        |        |        |        |  |  |  |  |  |  |  |  |  |  |  |  |  |  |  |  |  |  |  |  |  |  |  |  |  |  |
| Сарт)          | Сарт)          | Сарт)          | Сарт)          | Сарт)          | Сарт)          |  |  | Бетыкей(Батикей) | Бетыкей(Батикей) | Бетыкей(Батикей) | Бетыкей(Батикей) | Бетыкей(Батикей) | Бетыкей(Батикей) |  |  | Токей(Текей) | Токей(Текей) | Токей(Текей) | Токей(Текей) | Токей(Текей) | Токей(Текей) |  |  | Алдияр | Алдияр | Алдияр | Алдияр | Алдияр | Алдияр |  |  | Молдияр | Молдияр | Молдияр | Молдияр | Молдияр | Молдияр |  |  |       |       |       |       |       |       |  |  |        |        |        |        |        |        |  |  |  |  |  |  |  |  |  |  |  |  |  |  |  |  |  |  |  |  |  |  |  |  |  |  |
|                |                |                |                |                |                |  |  |                  |                  |                  |                  |                  |                  |  |  |              |              |              |              |              |              |  |  |        |        |        |        |        |        |  |  |         |         |         |         |         |         |  |  |       |       |       |       |       |       |  |  |        |        |        |        |        |        |  |  |  |  |  |  |  |  |  |  |  |  |  |  |  |  |  |  |  |  |  |  |  |  |  |  |
| Ески           | Ески           | Ески           | Ески           | Ески           | Ески           |  |  | Жана             | Жана             | Жана             | Жана             | Жана             | Жана             |  |  | Кунту        | Кунту        | Кунту        | Кунту        | Кунту        | Кунту        |  |  | Шертпе | Шертпе | Шертпе | Шертпе | Шертпе | Шертпе |  |  | Калак   | Калак   | Калак   | Калак   | Калак   | Калак   |  |  | Айбас | Айбас | Айбас | Айбас | Айбас | Айбас |  |  | Айткул | Айткул | Айткул | Айткул | Айткул | Айткул |  |  |  |  |  |  |  |  |  |  |  |  |  |  |  |  |  |  |  |  |  |  |  |  |  |  |

| Конек                       |  |  |  |
|                             |  |  |  |
| Кадырбек-Копек (Кыдырымбет) |  |  |  |
|                             |  |  |  |
| Алшагыр                     |  |  |  |

| Аспан (Аспан)       |                     |                     |                     |                     |                     |  |  |         |         |         |         |         |         |  |  |                |                |                |                |                |                |  |  |           |           |           |           |           |           |       |       |      |      |       |       |       |       |       |       |        |        |        |        |        |        |        |        |          |          |          |          |          |          |  |  |  |  |  |  |  |  |  |  |  |  |
|                     |                     |                     |                     |                     |                     |  |  |         |         |         |         |         |         |  |  |                |                |                |                |                |                |  |  |           |           |           |           |           |           |       |       |      |      |       |       |       |       |       |       |        |        |        |        |        |        |        |        |          |          |          |          |          |          |  |  |  |  |  |  |  |  |  |  |  |  |
|                     |                     |                     |                     |                     |                     |  |  |         |         |         |         |         |         |  |  |                |                |                |                |                |                |  |  |           |           |           |           |           |           |       |       |      |      |       |       |       |       |       |       |        |        |        |        |        |        |        |        |          |          |          |          |          |          |  |  |  |  |  |  |  |  |  |  |  |  |
| Есмамбет(Есимбет)   | Есмамбет(Есимбет)   | Есмамбет(Есимбет)   | Есмамбет(Есимбет)   | Есмамбет(Есимбет)   | Есмамбет(Есимбет)   |  |  | Баршы   | Баршы   | Баршы   | Баршы   | Баршы   | Баршы   |  |  | Айтмамбет      | Айтмамбет      | Айтмамбет      | Айтмамбет      | Айтмамбет      | Айтмамбет      |  |  | Бекмамбет | Бекмамбет | Бекмамбет | Бекмамбет | Бекмамбет | Бекмамбет |       |       | Койт | Койт | Койт  | Койт  | Койт  | Койт  |       |       | Кулжан | Кулжан | Кулжан | Кулжан | Кулжан | Кулжан |        |        | Андасейт | Андасейт | Андасейт | Андасейт | Андасейт | Андасейт |  |  |  |  |  |  |  |  |  |  |  |  |
| Есмамбет(Есимбет)   | Есмамбет(Есимбет)   | Есмамбет(Есимбет)   | Есмамбет(Есимбет)   | Есмамбет(Есимбет)   | Есмамбет(Есимбет)   |  |  | Баршы   | Баршы   | Баршы   | Баршы   | Баршы   | Баршы   |  |  | Айтмамбет      | Айтмамбет      | Айтмамбет      | Айтмамбет      | Айтмамбет      | Айтмамбет      |  |  | Бекмамбет | Бекмамбет | Бекмамбет | Бекмамбет | Бекмамбет | Бекмамбет |       |       | Койт | Койт | Койт  | Койт  | Койт  | Койт  |       |       | Кулжан | Кулжан | Кулжан | Кулжан | Кулжан | Кулжан |        |        | Андасейт | Андасейт | Андасейт | Андасейт | Андасейт | Андасейт |  |  |  |  |  |  |  |  |  |  |  |  |
|                     |                     |                     |                     |                     |                     |  |  |         |         |         |         |         |         |  |  |                |                |                |                |                |                |  |  |           |           |           |           |           |           |       |       |      |      |       |       |       |       |       |       |        |        |        |        |        |        |        |        |          |          |          |          |          |          |  |  |  |  |  |  |  |  |  |  |  |  |
|                     |                     |                     |                     |                     |                     |  |  |         |         |         |         |         |         |  |  |                |                |                |                |                |                |  |  |           |           |           |           |           |           |       |       |      |      |       |       |       |       |       |       |        |        |        |        |        |        |        |        |          |          |          |          |          |          |  |  |  |  |  |  |  |  |  |  |  |  |
|                     |                     |                     |                     |                     |                     |  |  |         |         |         |         |         |         |  |  |                |                |                |                |                |                |  |  |           |           |           |           |           |           |       |       |      |      |       |       |       |       |       |       |        |        |        |        |        |        |        |        |          |          |          |          |          |          |  |  |  |  |  |  |  |  |  |  |  |  |
| Токмамбет(Токымбет) | Токмамбет(Токымбет) | Токмамбет(Токымбет) | Токмамбет(Токымбет) | Токмамбет(Токымбет) | Токмамбет(Токымбет) |  |  | Боганай | Боганай | Боганай | Боганай | Боганай | Боганай |  |  | Жантин(Жантыш) | Жантин(Жантыш) | Жантин(Жантыш) | Жантин(Жантыш) | Жантин(Жантыш) | Жантин(Жантыш) |  |  |           |           | Бокай     | Бокай     | Бокай     | Бокай     | Бокай | Бокай |      |      | Бакты | Бакты | Бакты | Бакты | Бакты | Бакты |        |        | Мамбет | Мамбет | Мамбет | Мамбет | Мамбет | Мамбет |          |          |          |          |          |          |  |  |  |  |  |  |  |  |  |  |  |  |

| Бозгыл                |                       |                       |                       |                       |                       |  |  |            |            |            |            |            |            |  |  |                     |                     |                     |                     |                     |                     |  |  |                  |                  |                  |                  |                  |                  |  |  |               |               |               |               |               |               |  |  |       |       |       |       |       |       |  |  |       |       |       |       |       |       |  |  |  |  |  |  |  |  |  |  |  |  |  |  |  |  |  |  |  |  |  |  |  |  |  |  |  |  |  |  |
|                       |                       |                       |                       |                       |                       |  |  |            |            |            |            |            |            |  |  |                     |                     |                     |                     |                     |                     |  |  |                  |                  |                  |                  |                  |                  |  |  |               |               |               |               |               |               |  |  |       |       |       |       |       |       |  |  |       |       |       |       |       |       |  |  |  |  |  |  |  |  |  |  |  |  |  |  |  |  |  |  |  |  |  |  |  |  |  |  |  |  |  |  |
|                       |                       |                       |                       |                       |                       |  |  |            |            |            |            |            |            |  |  |                     |                     |                     |                     |                     |                     |  |  |                  |                  |                  |                  |                  |                  |  |  |               |               |               |               |               |               |  |  |       |       |       |       |       |       |  |  |       |       |       |       |       |       |  |  |  |  |  |  |  |  |  |  |  |  |  |  |  |  |  |  |  |  |  |  |  |  |  |  |  |  |  |  |
| Каратамыр             | Каратамыр             | Каратамыр             | Каратамыр             | Каратамыр             | Каратамыр             |  |  | Торыбай    | Торыбай    | Торыбай    | Торыбай    | Торыбай    | Торыбай    |  |  | Сарыбай             | Сарыбай             | Сарыбай             | Сарыбай             | Сарыбай             | Сарыбай             |  |  | Келдыбай         | Келдыбай         | Келдыбай         | Келдыбай         | Келдыбай         | Келдыбай         |  |  | Кайкы (Балкы) | Кайкы (Балкы) | Кайкы (Балкы) | Кайкы (Балкы) | Кайкы (Балкы) | Кайкы (Балкы) |  |  |       |       |       |       |       |       |  |  |       |       |       |       |       |       |  |  |  |  |  |  |  |  |  |  |  |  |  |  |  |  |  |  |  |  |  |  |  |  |  |  |  |  |  |  |
| Каратамыр             | Каратамыр             | Каратамыр             | Каратамыр             | Каратамыр             | Каратамыр             |  |  | Торыбай    | Торыбай    | Торыбай    | Торыбай    | Торыбай    | Торыбай    |  |  | Сарыбай             | Сарыбай             | Сарыбай             | Сарыбай             | Сарыбай             | Сарыбай             |  |  | Келдыбай         | Келдыбай         | Келдыбай         | Келдыбай         | Келдыбай         | Келдыбай         |  |  | Кайкы (Балкы) | Кайкы (Балкы) | Кайкы (Балкы) | Кайкы (Балкы) | Кайкы (Балкы) | Кайкы (Балкы) |  |  |       |       |       |       |       |       |  |  |       |       |       |       |       |       |  |  |  |  |  |  |  |  |  |  |  |  |  |  |  |  |  |  |  |  |  |  |  |  |  |  |  |  |  |  |
|                       |                       |                       |                       |                       |                       |  |  |            |            |            |            |            |            |  |  |                     |                     |                     |                     |                     |                     |  |  |                  |                  |                  |                  |                  |                  |  |  |               |               |               |               |               |               |  |  |       |       |       |       |       |       |  |  |       |       |       |       |       |       |  |  |  |  |  |  |  |  |  |  |  |  |  |  |  |  |  |  |  |  |  |  |  |  |  |  |  |  |  |  |
|                       |                       |                       |                       |                       |                       |  |  |            |            |            |            |            |            |  |  |                     |                     |                     |                     |                     |                     |  |  |                  |                  |                  |                  |                  |                  |  |  |               |               |               |               |               |               |  |  |       |       |       |       |       |       |  |  |       |       |       |       |       |       |  |  |  |  |  |  |  |  |  |  |  |  |  |  |  |  |  |  |  |  |  |  |  |  |  |  |  |  |  |  |
|                       |                       |                       |                       |                       |                       |  |  |            |            |            |            |            |            |  |  |                     |                     |                     |                     |                     |                     |  |  |                  |                  |                  |                  |                  |                  |  |  |               |               |               |               |               |               |  |  |       |       |       |       |       |       |  |  |       |       |       |       |       |       |  |  |  |  |  |  |  |  |  |  |  |  |  |  |  |  |  |  |  |  |  |  |  |  |  |  |  |  |  |  |
|                       |                       |                       |                       |                       |                       |  |  |            |            |            |            |            |            |  |  |                     |                     |                     |                     |                     |                     |  |  |                  |                  |                  |                  |                  |                  |  |  |               |               |               |               |               |               |  |  |       |       |       |       |       |       |  |  |       |       |       |       |       |       |  |  |  |  |  |  |  |  |  |  |  |  |  |  |  |  |  |  |  |  |  |  |  |  |  |  |  |  |  |  |
| Жолакай               | Жолакай               | Жолакай               | Жолакай               | Жолакай               | Жолакай               |  |  | Кожас      | Кожас      | Кожас      | Кожас      | Кожас      | Кожас      |  |  | Зарлык              | Зарлык              | Зарлык              | Зарлык              | Зарлык              | Зарлык              |  |  | Кудайкул (Шагыр) | Кудайкул (Шагыр) | Кудайкул (Шагыр) | Кудайкул (Шагыр) | Кудайкул (Шагыр) | Кудайкул (Шагыр) |  |  | Дауен         | Дауен         | Дауен         | Дауен         | Дауен         | Дауен         |  |  |       |       |       |       |       |       |  |  |       |       |       |       |       |       |  |  |  |  |  |  |  |  |  |  |  |  |  |  |  |  |  |  |  |  |  |  |  |  |  |  |  |  |  |  |
| Жолакай               | Жолакай               | Жолакай               | Жолакай               | Жолакай               | Жолакай               |  |  | Кожас      | Кожас      | Кожас      | Кожас      | Кожас      | Кожас      |  |  | Зарлык              | Зарлык              | Зарлык              | Зарлык              | Зарлык              | Зарлык              |  |  | Кудайкул (Шагыр) | Кудайкул (Шагыр) | Кудайкул (Шагыр) | Кудайкул (Шагыр) | Кудайкул (Шагыр) | Кудайкул (Шагыр) |  |  | Дауен         | Дауен         | Дауен         | Дауен         | Дауен         | Дауен         |  |  |       |       |       |       |       |       |  |  |       |       |       |       |       |       |  |  |  |  |  |  |  |  |  |  |  |  |  |  |  |  |  |  |  |  |  |  |  |  |  |  |  |  |  |  |
|                       |                       |                       |                       |                       |                       |  |  |            |            |            |            |            |            |  |  |                     |                     |                     |                     |                     |                     |  |  |                  |                  |                  |                  |                  |                  |  |  |               |               |               |               |               |               |  |  |       |       |       |       |       |       |  |  |       |       |       |       |       |       |  |  |  |  |  |  |  |  |  |  |  |  |  |  |  |  |  |  |  |  |  |  |  |  |  |  |  |  |  |  |
| Усейин (Желдер) Сейин | Усейин (Желдер) Сейин | Усейин (Желдер) Сейин | Усейин (Желдер) Сейин | Усейин (Желдер) Сейин | Усейин (Желдер) Сейин |  |  | Кожакельди | Кожакельди | Кожакельди | Кожакельди | Кожакельди | Кожакельди |  |  | Келмебет (Сарқасқа) | Келмебет (Сарқасқа) | Келмебет (Сарқасқа) | Келмебет (Сарқасқа) | Келмебет (Сарқасқа) | Келмебет (Сарқасқа) |  |  | Әлдеберлі        | Әлдеберлі        | Әлдеберлі        | Әлдеберлі        | Әлдеберлі        | Әлдеберлі        |  |  | Кыдыр         | Кыдыр         | Кыдыр         | Кыдыр         | Кыдыр         | Кыдыр         |  |  | Темир | Темир | Темир | Темир | Темир | Темир |  |  | Болат | Болат | Болат | Болат | Болат | Болат |  |  |  |  |  |  |  |  |  |  |  |  |  |  |  |  |  |  |  |  |  |  |  |  |  |  |  |  |  |  |

## Комментарии
1. ↑  Алдияр и Сарт — один и тот же подрод, то есть Алдияр по прозвищу Сарт
2. ↑  Алдияр и Сарт — один и тот же подрод, то есть Алдияр по прозвищу Сарт
3. ↑  У него было два сына Айса, Майса по версии Усенбаева
4. ↑  У него было два сына Каратамыр, Колдей по версии Усенбаева

## Список персоналий

### Тока
- Италмас батыр Ескиулы (Италмас батыр Ескіұлы) — батыр. Шежире: Италмас-Ескі-Қармыс-Тоқа-Шөмекей[[2],[30]
- Аман батыр Аргынбайулы (Аман батыр Италмасұлы (по другим сведениям Арғынбайұлы[32])) — батыр. По преданиям погиб вместе с братом Елемесом батыром в бою от рук воинов под командованием Котибар-батыра[32] Шежире: Аман-Италмас-Ескі-Қармыс-Тоқа-Шомекей[[33]., Шежире: Аман-Арғынбай-Сарқұл-Отыншы-Андақожа-Әнес (Шиес)-Жаңа-Қармыс-Тоқа-Шөмекей[[32].
- Елемес батыр Аргынбайулы (Елемес батыр Италмасұлы (по другим сведениям Арғынбайұлы[32])) — батыр, командовал отрядом численностью 1000 воинов. По преданиям погиб вместе с братом Аманом батыром в бою от рук воинов рода под командованием Котибар-батыра[32]. Шежире: Елемес-Италмас-Ескі-Қармыс-Тоқа-Шомекей[[33]., Шежире: Елемес-Арғынбай-Сарқұл-Отыншы-Андақожа-Әнес (Шиес)-Жаңа-Қармыс-Тоқа-Шөмекей[[32].
- Карабас Барыс (1793—1862) — аулие (святой), целитель и просветитель. Его некрополь Карабас-аулие находится в 32,2 км на север-северо-восток от аула Тымабулак, и по сей день является культовым местом среди казахов рода Шомекей. На карте 1911 года Иргизского уезда Тургайской области в Аманкульской волости было нанесено урочище Кара-Бас аулье. Из подрода Тока рода Шомекей.[34]

- Калак батыр Ескараулы (Қалақ батыр Есқараұлы) — батыр. Шежире: Қалақ-Есқара-Тоқа-Шомекей[[32].
- Самет батыр Назымулы (Сәмет батыр Назымұлы) (1744—1839) — батыр. Шежире: Самет-Назым-Шорағасы-Бабеке-Бәтікей-Бескем-Тоқа-Шөмекей[32].
- Койтбай батыр Орынбайулы (Қойтбай батыр Орынбайұлы) — батыр. Шежире: Қойтбай -Орынбай-Орыс-Қуат (Қылыш)- Сәмет-Назым-Шорағасы-Бабеке-Бәтікей-Бескем-Тоқа-Шөмекей[[32]. Потомок Самета батыра Назымулы[32]
- Барак батыр Арзыгулулы (Барақ батыр Арзығұлұлы) — батыр. Шежире: Барақ-Арзығұл-Күнту-Есқара-Тоқа-Шөмекей[[32].
- Ырсымбет (Унай) батыр Арзыгулулы (Ырсымбет (Ұнай) батыр Арзығұлұлы) — батыр. Шежире: Ырсымбет (Ұнай)-Арзығұл-Күнту-Есқара-Тоқа-Шөмекей[[32].
- Дуйсенбы Имашулы (Дүйсенбі Имашұлы) — ахун. На свои средства он построил мечеть, которая сохранилась и в наши дни, находится она в 7 км на север от села Жайсанбай Иргизкого района Актюбинской области. Происходил из рода Қалақ — Есқара — Тоқа — Шөмекей. Шежире: Дүйсенбі-Имаш-Таңатар-Қалақ-Есқара-Тоқа-Шөмекей[32].

### Аспан (Асбан)
- Сырым Бұғанайулы (Сырым Бұғанайұлы) — аулие (святой), целитель и просветитель. Шежире: Сырым әулие- Бұғанай-Есмамбет-Асбан-Шөмекей[30].
- Карасанал батыр Наурызбайулы (Қарасаңал батыр Наурызбайұлы) — батыр. Происходил из рода Андасейт — Аспан — Шомекей.[30]
- Кедей би Жанибек улы (каз.  Кедей би Жәнібекұлы) (1700—1768) — бий.[35] Происходил из рода Тобет — Аспан — Шомекей. Шежире: Кедей-Жәнібек-Айтқұл-Тоқымбет (Төбет)-Есімбет-Аспан-Шомекей[2].
- Жубан батыр Коскулак би улы (1794—1868) — батыр. Происходил из рода Тобет — Аспан — Шомекей.[36]
- Турке батыр Сарыкедей би улы — батыр. Происходил из рода Тобет — Аспан — Шомекей. Жил в XVIII веке.[36]
- Саден батыр — батыр. Происходил из рода Алимбет балкы — Шомекей.
- Карибай батыр — батыр. Происходил из рода Кедей — Аспан — Шомекей.

### Бозгыл (Бозгул)
- Бозгул батыр (Бозғұл (Бозғыл)) — батыр, бий. Происходил из рода Шомекей — Алим — Каракесек — Алшын.[36]
- Сырман Сарымырзаулы (Сырман Сарымырзаұлы) — аулие (святой), целитель и просветитель. Шежире: Сырман әулие-Сарымырза-Шүңкі-Көбес-Бозғұл-Андағұл-Қошқаралы-Сейін (Желдер)-Асан-Келдібай-Бозғұл-Шөмекей[30].
- Келдибай батыр Бозгул батыр-улы (Келдібай батыр Бозғұлұлы) — батыр. Происходил из рода Шомекей — Шомен — Қаракесек — Алшын.[36] Шежире: Келдібай-Бозгул-Шомекей[2].
- Келмембет батыр Келдибайулы (каз.  Келмембет (Сарқасқа) батыр Келдібайұлы) (1648—1675) — батыр. Происходил из рода Бозгул — Шомекей.[36] Шежире: Келмембет (Сарқасқа)-Келдібай-Бозгул-Шомекей[2].
- Суюн (Сейн) батыр Келдибайулы  (Сейін (Желдер) батыр Келдібайұлы) — батыр, бий. Происходил из рода Шомекей — Алим — Қаракесек — Алшын.[36] Шежире: Сейін (Желдер)-Келдібай-Бозгул-Шомекей[2].
- Кожакелды батыр Келдибайулы  (Қожагелді батыр Келдібайұлы) — батыр. Происходил из рода Шомекей — Алим — Қаракесек — Алшын. Жил в XVII веке.[36] Шежире: Қожагелді-Келдібай-Бозғұл-Шөмекей[2].
- Әлдеберлі батыр Келмембетулы  (Әлдеберлі батыр Келмембетұлы) (1673-?) — батыр. Происходил из рода Бозгул — Шомекей.[36] Шежире: Әлдеберлі-Келмембет (Сарықасқа)-Келдібай-Бозғұл-Шөмекей[2].
- Отебай батыр Әлдеберліұлы  (Өтебай батыр Әлдеберліұлы) — батыр. Происходил из рода Бозгул — Шомекей .[36] Шежире: Өтебай-Әлдеберлі-Келмембет (Сарықасқа)-Келдібай-Бозгұш-Шөмекей[2].
- Туяк батыр Куттыгайулы  (Тұяк батыр Құттығайұлы) — батыр. Происходил из рода Кожакелди — Бозгул — Шомекей.[36] Шежире: Тұяк-Құттығай-Қожас-Қаратамыр-Бозгул-Шомекей[2].
- Унтек батыр Кыдырулы (по другим данным Жарылкапулы) (Өнтек батыр Қыдырұлы) — батыр. Происходил из рода Кайкы (Балкы) — Бозгул — Шомекей[36]. Шежире: Өнтек-Қыдыр-Балқы (Қайқы)- Бозгул-Шомекей[2].
- Андагул батыр Кыдырулы (по другим данным Жарылкапулы) (Андақұл батыр Қыдырұлы) — батыр. Происходил из рода Кайкы (Балкы) — Бозгул — Шомекей[36]. Шежире: Андақұл-Қыдыр-Балқы (Қайқы)- Бозгул-Шомекей[2].
- Болат (Полат) батыр Кайкыулы (Болат батыр Қайқыұлы) — батыр. Происходил из рода Бозгул — Шомекей[36]. Шежире: Болат-Балқы (Қайқы)- Бозгул-Шомекей[2].
- Тойкожа батыр Отебай батыр улы  (Тойқожа батыр Өтебайұлы) — батыр. Происходил из рода Сарқасқа — Бозгул — Шомекей[36]. Шежире: Тойқожа-Өтебай-Әлдеберлі-Келмембет (Сарқасқа)-Келдібай-Бозгул-Шомекей[2].
- Арыстанбай батыр Айбасулы (каз.  Арыстанбай батыр Айбасұлы) (1693—1748) — батыр, друг детства и ближайший сподвижник Абулхаир хана. Особенно прославился в боях с внешними врагами в 1720—1729 гг. Был одним из 27 ру-аксакалов, подписавших союз о добрососедских отношений с Россией в урочище «Майтобе» Иргизкого района Актюбинской области 10 октября 1731 года. Погиб вместе с Абулхаир ханом в числе 40 его сарбазов в засаде, устроенную султаном Барак. В произведениях Т. Изтлеуова, А. Кекилбаева создан его художественный образ.[35] Происходил из рода Рай — Кожакелди — Бозгул — Шомекей.[30] Шежире: Арыстанбай-Айбас-Рай-Тыныс-Қожакелді-Келдібай-Бозғұл-Шомекей[2].
- Кара батыр Айбасулы (Қара батыр Айбасұлы) (…—1748) — батыр, Брат Арыстанбай батыра Айбасулы и Толебай батыра Айбасулы. Погиб вместе с Абулхаир ханом в числе 40 его сарбазов в засаде, устроенную султаном Барак. Происходил из рода Рай — Кожакелди — Бозгул — Шомекей.[30] Шежире: Қара-Айбас-Рай-Тыныс-Қожакелді-Келдібай-Бозғұл-Шомекей[2].
- Толебай батыр Айбасулы (Төлебай батыр Айбасұлы) — батыр, Брат Арыстанбай батыра Айбасулы и Кара батыра Айбасулы. Погиб вместе с Абулхаир ханом в числе 40 его сарбазов в засаде, устроенную султаном Барак. Происходил из рода Рай — Кожакелди — Бозгул — Шомекей.[30] Шежире: Төлебай-Айбас-Рай-Тыныс-Қожакелді-Келдібай-Бозғұл-Шомекей[2].
- Мамбет батыр, би, аталык Булгак би улы (каз.  Мәмбет батыр Былғақұлы) (1704—1769) — батыр, бий. Ближайший сподвижник и советник Абулхаир хана. В истории часто известен как Мәмбет аталык Булгак. Аталык в странах Востока, в том числе и на казахской земле, имеется значение — опекун, советник. В частности у казахов, это звание означает воспитателя сыновей хана. Мәмбет би был аталык (воспитателем) детей Абулхаир хана. Мәмбет аталык был влиятельным и известным человеком не только в трех жузах, но за пределами Казахского ханства (калмыки, башкиры, туркмены и т. д.). Мәмбет бия часто называют батыром, он участвовал во всех военных столкновениях казахов того времени. Особенно известно о том, что он был советником Абулхаир хана — военачальника объединённого казахского войска в боях 1723—1724 годов в казахских степях с джунгарами. Его имя встречается в исторических документах, так 3 августа 1738 года на приеме у начальника Оренбургской экспедиции (Оренбургской комиссии) В. Н. Татищева был Мамбет аталык — один из 12 биев Абулхаир хана. С 3 по 6 августа 1738 года был одним из 56 ру-аксакалов, подписавших союз о добрососедских отношений с Россией(один из двух человек, подписавших от имени племени Шомекей ). Его подпись (один из четырех биев) есть в письме генерал-губернатору о избрании ханом Младшего жуза султана Нуралы. Похоронен в Туркестане, в мавзолее Ахмета Яссави.[35] Происходил из рода Кожас Каратамыр (Емендаулет) — Бозгул — Шомекей.[36] Шежире: Мәмбет-Былғақ-Құттығай-Қожас-Қаратамыр-Бозғыл-Шомекей[2].

- Таттимбет батыр, би Булгак би улы (каз.  Тәттімбет батыр Былғақұлы) (1700—1764) — батыр, бий. Происходил из рода Кожас — Каратамыр (Емендаулет) — Бозгул — Шомекей.[36] Абулхайр-хан в декабре 1732 года отправил свое второе посольство к российской императрице Анне Иоанновне. В состав посольства вошли Нияз, Ерали султаны, от Старшего жуза Аралбай батыр, Оразкелды батыр, от Младшего жуза Татимбет батыр, Баубек из рода Толенгит и три башкирских бия. Посольство в январе 1734 г. прибыло в г. Санкт-Петербург, и в феврале было принято российской императрицей. Среди его потомков много именитых батыров и биев, таких как Ерназар, Күнтуар, Мұрат, Тұяқ, Темір, Пышан, Ағытай, Төребай. Современные потомки его живут в Кармакшинском районем Кзылординской области, в Иргизском, Алгинском (Тамды) районах Актюбинской области[35] Шежире: Тәттімбет-Былғақ-Құттығай-Қожас-Қаратамыр-Бозғыл-Шомекей[2].
- Жолай батыр, би Ырсымбетулы (Жолай батыр Ырсымбетұлы) (1700/10-1770) — батыр, бий. Происходил из рода Сеин (Желдер) — Бозгул — Шомекей.[36] Шежире: Жолай-Ырсымбет-Бекет-Сейін (Желдер)-Келдібай-Бозғұл-Шомекей[2].
- Калам батыр, би Бориулы (Қалам батыр Бөріұлы) (1715—1780) — батыр, бий. Происходил из рода Тауен(Дауен) — Сарыбай — Бозгул — Шомекей.[36] Шежире: Қалам -Бөрі-Дәуен-Сарыбай-Бозғүл-Шомекей[2].
- Киикбай батыр, би Алибек би улы (каз.  Киікбай батыр Әлібекұлы) (1728—1798) — батыр, бий. Имя Киикбай батыра встречается в архивных документах 1743 года. В нем говорится, что Киикбай находился в чине есаула Абулхаир хана. Есаул в странах Востока, в том числе и на казахской земле, имеется значение — помощника военачальника, его заместителя. В 1744 г. Киикбай вместе с Котыр батыром высказал свое мнение о политике Российской империи, а 4 января 1749 г. был среди тех, кто сопротивлялся султану Ерали и писал письма царю России. Вместе с Киикбай батыром, Канжыгалы Богембаем, Каракерей Кабанбай батырами участвовал в выборах хана Абылай. В романах А. Кекильбаева «Үркер», «Елең-алаң» фигурирует Киикбай батыр[35]. Происходил из рода Шобдар — Сейин (Желдер) — Бозгул — Шомекей.[36] Шежире: Киікбай-Әлібек-Қалақ-Шобдар-Бекет-Сейін (Желдер)-Келдібай-Бозғұл-Шомекей[2].
- Кетебай батыр, би Жолай батыр-би улы  (каз.  Кетебай батыр Жолайұлы) (1730/40-1815) — батыр, бий. Происходил из рода Сеин (Желдер) — Бозгул — Шомекей.[36] Он родился и вырос недалеко от рек Иргиз и Тургай. Кетебай батыр в 1810 году вместе с Темиром, сыном султана Ерали вытеснил каракалпаков и помог казахам Малого жуза расселиться по рекам Жанадарья и Куандарья в направлении песков Кызылкума. Позже отвоевал для казахов и земли низовий реки Сырдарьи. Кетебай батыр выступил против кокандцев и хивинцев, и вынудил их не беспокоить казахские села, расположенные вдоль реки Сырдарьи. Оренбургский генерал-губернатор князь Волконский Г. С. 1793 году поручил старшине рода Жаппас Кобек Шукур-Али улы и казанскому татарину Галыму Шахмуратовым собрать сведения о численности и состоянии казахов. По их данным: «Торгуют в Бухарии, грабят караваны:. Чумекей Джилдерскаго рода, в 4-х отделениях до 6000 семей. Старшины Китябай бий (Кетебай би), Куран батырь, Аителяш бий и Ярмаметь бий» ПРИЛОЖЕНИЕ № 4. Записка о численности, местах кочевок и торговле отдельных родов Большой, Средней и Малой Орд, составленная старшиною Кобек Шукур-Али улы и казанским татарином Галием Шахмутаровым. Его сын Өтетілеу би и внук Пірәлі би были знаменитые людьми, о которых оставили след в народной памяти как об отличных ораторы и справедливых судья. Потомки Кетебай бия сейчас проживают в Актюбинской области[35]. Шежире: Кетебай-Жолай-Ырсымбет-Бекет-Сейін (Желдер)-Келдібай-Бозғұл-Шомекей[2].
- Кунтуар би Ерназарулы (каз.  Күнтуар би Ерназарұлы) (1730—1810) — бий. Кожас — Каратамыр (Емендаулет) — Бозгул — Шомекей. Родился и вырос в низовьях реки Сырдарьи. Существует много историй в устном народном творчестве казахов о мудрости Кунтуар бия. Кунтуар бий принимал взаимовыгодные решения по спору между племенами и родами. До сих пор говорят, что земельный спор между казахами и каракалпаками разрешился именно он. В произведениях Б. Базар, Ш. Бектасулы, Б. Қулымбайулы, Т. Изтлеуова создан его художественный образ. Внук Таттимбет батыра Булгак улы.[35] Шежире:Күнтуар-Ерназар-Тәттімбет-Былғақ-Құттығай-Қожас-Қаратамыр-Бозғыл-Шомекей[2].
- Тауасар батыр  (Тауасар батыр) — батыр. Происходил из рода Тауен(Дауен) — Сарыбай — Бозгул — Шомекей. Жил в XVIII веке.[36]
- Барлыбай Тауасар батыр улы, прозванный «Баганалы Барлыбай», «Барлыбай сардар»  (Барлыбай батыр Тауасарұлы) (1753—1822) — батыр. Происходил из рода Тауен(Дауен) — Сарыбай — Бозгул — Шомекей.[36]. Был известен своей личной храбростью и талантом военачальника. Вплоть до самой смерти возглавлял войско всего рода Шомекей. Участвовал в битвах против Российской армии и казаков, калмыков, туркмен, хивинских и хокандских захватчиков. Не надо путать с другим знаменитым батыром Барлыбай Тауасарулы (1690—1770) из рода Жаугашты племени Найман -, которому приписываю руководство общим войском рода Шомекей. Родовыми войсками не могут и не дадут руководить людям из другого рода, каким бы знаменитым не был человек. Кроме того, во многих источниках дата рождения и смерти Барлыбая из рода Шомекей присутствует в биографии Барлыбая из рода Найман. Данная ситуация аналогично с биографией Богенбай батыра. Было три батыра Богенбая, во многих источниках — старых и нынешних — персональные биографии всех их «слили» в биографию одного батыра Богенбая из рода Канжигалы племени Аргын.
- Сарман батыр, би Жантилеуулы  (Сарман батыр Жантілеуұлы) (1770—1841) — батыр, бий. Происходил из рода Байбише — Сарқасқа — Бозгул — Шомекей.[36] Шежире: Сарман-Жантілеу-Бәйбіше (Амалдық)-Құдайқұл-Әлдеберлі-Келмембет (Сарқасқа)-Келдібай-Бозғұл-Шомекей[2].
- Байтик батыр Баймембет батыр, елши (посол) улы  (каз.  Бәйтік батыр Бәймәмбетұлы (Тойқожаұлы)[30]) (1762—1841) — батыр. Происходил из рода Отебай — Сарқасқа — Бозгул — Шомекей.[36] Шежире: Бәйтік-Тойқожа-Өтебай-Әлдеберлі-Келмембет (Сарқасқа)-Келдібай-Бозгул-Шомекей[30].
- Куба би Отебайулы (каз.  Құба би Өтебайұлы) (1700—1796) — бий. Среди казахов, живущих между реками Сырдарья, Тургай и Иргиз, он был известен своей мудростью и справедливостью. Сведения о Куба бии и его братьях, современниках Байтике, Тоганасе, Заркум батырах часто встречаются в дореволюционных записях[35]. Шежире: Құба-Өтебай-Әлдеберлі-Келмембет (Сарқасқа)-Келдібай-Бозгул-Шомекей[[2].
- Мырзабай батыр Жолай батыр-би улы  (Мырзабай батыр Жолайұлы) (1765—1845) — батыр. Происходил из рода Сейн (Желдер) — Бозгул — Шомекей.[36] Шежире: Мырзабай-Жолай-Ырсымбет-Бекет-Сейін (Желдер)-Келдібай-Бозғұл-Шомекей[2].
- Жаримбет би Солтанулы (каз.  Жәрімбет би Солтанұлы) (1735—1809) — бий. Он родился и вырос в низовьях Сырдарьи. Был известным бием, принимавший мудрые решения в спорах между племенами, родами и народами. В устном творчестве акыны Сырдарьи описывают мудрость и справедливость Жаримбет бия. Его именем названо целое отделение рода. Потомком его является Жургенов Темирбек. В 1995 году гробница Жаримбет би была реконструирована, возведен мемориальный купол.[35]. Шежире: Жәрімбет-Солтан-Өтебай (алты Өтебай)-Келдібай-Бозғүл (Бозғыл)-Шомекей[2].
- Кыстаубай батыр Жиеналиулы (каз.  Қыстаубай батыр Жиеналиұлы) (около 1814—1845) — батыр. В народе Кыстаубай батыра называли «Токым тыккан Кыстаубай» и «Коныр Кыстаубай батыр». Воевал с агрессорами Хивинского и Кокандского ханств. Принимал активное участие вместе с Жанкожа, Букарбай , Тоганас батырами в национально-освободительном движении под руководством Кенесары Касымова. Участвовал в захвате городов Созак, Жанакорган, Акмешит.[35] Происходил из рода Кожас — Каратамыр (Емендаулет) — Бозгул — Шомекей[36]. По некоторым источникам отца Кыстаубая звали Жиенбай, а Жиенали является его дедом. Шежире: Қыстаубай-Жиенбай-Жиенәлі-Қоныс (Аю)-Қоңыр-Қожас-Қаратамыр-Бозгул-Шомекей[2].
- Тоганас Байтик батыр улы (каз.  Тоғанас батыр Бәйтіқұлы) (1813—1864/67) — батыр, бий. Он родился и вырос в низовьях Сырдарьи. Происходил из рода Отебай — Сарқасқа — Бозгул — Шомекей. Защищал местное население от притеснений Хивинского и Кокандского ханств. С 1845 по 1852 год он отразил несколько нападений Коканда и Хивы. Особо известены участие Тоганаса в победе в сражении с хивинцами в местности «Карак» у горы Аккыр на реке Куандарье, в нанесении поражения хивинскому беку Кожанияз и в разрушении по началом Жанкожа Нурмухамедулы в 1847 году крепости «Кожанияз». Тоганас также воевал с каракалпаками, туркменами, что и способствовали их миграции через Сырдарью. Принимал активное участие в национально-освободительном движении под руководством Кенесары Касымова. Участвовал в захвате городов Созак, Жанакорган, Акмешит. У Тоганаса был собственный белый флаг, оставленный его отцом Байтиком батыром. Подвиги Тоганаса батыра нашли отражение в устных и письменных источниках, в трудах историков Е. Бекмаханова и Ж. Касымбаева, в книгах исследователей К. Бердаулетова «Бухарбай батыр» (1992), Тоганаса Дайрабая «Тоганас батыр» (1992) и в сборнике «Келмембет батыр» (1998).[35] Шежире: Тоғанас-Бәйтіқ-Бәймәмбет-Тойқожа-Өтебай-Әлдеберлі-Келмембет (Сарқасқа)-Келдібай-Бозгул-Шомекей[2].
- Кашкынбай батыр Кемелулы, прозванный «Жолбарыс батыр» (каз.  (Қашқынбай(Қашқымбай) (Жолбарыс батыр) Кемелұлы)[30]) (1789—1869) — батыр. Он жил в низовьях Сырдарьи. Защищал казахское население от притеснений Хивинского и Кокандского ханств. Происходил из рода Кожакелди — Бозгул — Шомекей.[36] Принимал активное участие в национально-освободительном движении под руководством Кенесары Касымова вместе с батырами Бухарбаем Естекбайулы, Тоганас Байтикулы. Принимал участие в освобождении Тайшыка, сына Кенесары Касымова от киргизов. Художественный образ Кашкынбай батыра нашли отражение в устных и письменных произведениях поэтов (в том числе у Т. Изтлеуова «Ел қамын жеген ерлер»). Место, где находится могила героя в Жинишкекуме, называн именем Кашкинбая[35]. Шежире: Қашқынбай-Кемел-Тұяк-Құттығай-Тілеміс (Тілес)-Базары-Назар-Тыныс-Қожакелді-Келдей-Бозғұл-Шомекей[2].
- Елемес батыр, би Кадырберди батыр улы (Елемес батыр Қадырбердіұлы) (1798—1872) — батыр. Происходил из Байбише — Сарқасқа — Бозгул — Шомекей.[36] Шежире: Елемес-Қадырберді-Бәйбіше (Амалдық)-Құдайқұл-Әлдеберлі-Келмембет (Сарқасқа)-Келдібай-Бозғұл-Шомекей[2].
- Бакен батыр Кожасулы (Бәкен батыр Қожасұлы) — батыр. Происходил из рода Каратамыр (Емендаулет) — Бозгул — Шомекей[36]. Шежире: Бәкен-Қожас-Қаратамыр-Бозгул-Шомекей[2].
- Баймембет батыр, елши Тойкожа батыр улы (Бәйімбет батыр Тойқожаұлы) — батыр, елши (посол). Происходил из рода Сарқасқа — Бозгул — Шомекей[36]. Шежире: Бәйімбет-Тойқожа-Өтебай-Әлдеберлі-Келмембет (Сарқасқа)-Келдібай-Бозгул-Шомекей[2].
- Жолан батыр Каракызулы (Жолан батыр Қарақызұлы) — батыр. Могила находится на месте слияния рек Иргиза и Торгая. Происходил из рода Тауен(Дауен) (Дауен[2]) — Сарыбай — Бозгул — Шомекей[36]. Шежире: Жолан батыр-Қарақыз-Өтеп-Алдияр-Бөрі-Дәуен-Сарыбай-Бозгул-Шомекей[2].
- Есенкул батыр Куттыгайулы (Есенғұл батыр Құттығайұлы) — батыр. Происходил из рода Каратамыр (Емендаулет) — Бозгул — Шомекей[36]. Шежире: Есенғұл-Құттығай-Қожас-Қаратамыр- Бозгул-Шомекей[2].
- Коныс батыр Бориулы (Қоныс батыр Бөріұлы) — батыр. Происходил из рода Тауен(Дауен) — Сарыбай — Бозгул — Шомекей. Жил в XVIII веке.[36][36]. Шежире: Қоныс-Бөрі-Дәуен-Сарыбай-Бозғыл-Шомекей[2].
- Дауылбай батыр Коныс батыр улы (Дауылбай батыр Қонысұлы) — батыр. Происходил из рода Тауен(Дауен) — Сарыбай — Бозгул — Шомекей. Жил в XVIII веке.[36] Шежире: Дауылбай-Қоныс-Бөрі-Дәуен-Сарыбай-Бозғыл-Шомекей[2].
- Корен батыр Жадик (Жауик)улы (Қорен батыр Жәдік(Жәуік)ұлы) — батыр. Происходил из рода Кошқаралы — Сейин (Желдер) — Бозгул — Шомекей. Жил в XVIII веке.[36] Шежире: Қорен-Жәдік (Жәуік)-Таңатар-Қасай-Сейін (Желдер)-Келдібай-Бозғұл-Шомекей[2].
- Саржан батыр Жаксылыкулы (Саржан батыр Жақсылықұлы) — батыр. Происходил из рода Тауен(Дауен) — Сарыбай — Бозгул — Шомекей. Жил в XVIII веке.[36]
- Меней батыр Малибайулы (каз.  Меңей батыр Мәлібайұлы) (1750—1850) — батыр. Родился и жил на территории современного Кармакшинского района Кызылординской области. Происходил из рода Торыбай — Бозгул — Шомекей[36]. В период 1831—1835 годы сражался вместе с войском Шомекеев с Кокандским ханством. Проявил героизм в сражении с кокандцами близи озера Теликол в местности Кызылжынгылбас. На российских картах с 1894 указана местность, названная в честь батыра. . Художественный образ Меней батыра нашли отражение в произведении «Ел қамын жеген ерлер» поэта Т. Изтлеуова[35]. 'Шежире: Меңей-Мәлібай-Тасболат-Досай-Нұртазалы-Зарлық-Торыбай-Бозғыл-Шомекей[2].
- Барта батыр Кожамсугирулы (Барта батыр Қожамсүгірұлы) — батыр. Происходил из рода Тауен(Дауен) — Сарыбай — Бозгул — Шомекей. Жил во второй половине XVIII — первой половине XIX веков.[36] Шежире: Барта-Қожамсүгір-Алдияр-Бөрі-Дәуен-Сарыбай-Бозғыл-Шомекей[2].
- Атан батыр Таутек (Тауетек)улы (Атан батыр Тәуетекұлы) — батыр. Происходил из рода Тауен(Дауен) — Сарыбай — Бозгул — Шомекей. Жил во второй половине XVIII — первой половине XIX веков.[36] Шежире: Атан-Тәуетек-Қожамсүгір-Алдияр-Бөрі-Дәуен-Сарыбай-Бозғыл-Шомекей[2].
- Байкожа батыр Дожбанулы (Байқожа батыр Дожбанұлы) — батыр. Происходил из рода Тауен(Дауен) — Сарыбай — Бозгул — Шомекей. Жил во второй половине XVIII — первой половине XIX веков.[36] Шежире: Байқожа-Дожбан-Тауасқан-Жыли-Қоныс-Бөрі-Дәуен-Сарыбай-Бозғыл-Шомекей[2].
- Кадырберди батыр Амалдыкулы (Қадырберді батыр Амалдықұлы) — батыр. Происходил из рода Байбише — Сарқасқа — Бозгул — Шомекей. Жил во второй половине XVIII — первой половине XIX веков.[36] Шежире: Қадырберді-Бәйбіше (Амалдық)-Құдайқұл-Әлдеберлі-Келмембет (Сарқасқа)- Келдібай-Бозғұл-Шомекей[2].
- Тортуыл батыр Пусырман бай улы (Тортуыл батыр Пұсырманұлы) — батыр. Происходил из рода Тауен(Дауен) — Сарыбай — Бозгул — Шомекей . Жил во второй половине XVIII — первой половине XIX веков.[36]
- Жартай батыр Саржан батыр улы (Жартай батыр Саржанұлы) — батыр. Происходил из рода Тауен(Дауен) — Сарыбай — Бозгул — Шомекей. Жил во второй половине XVIII — первой половине XIX веков.[36]
- Акшолак батыр Шопанулы (Ақшолақ батыр Шопанұлы) — батыр. Происходил из рода Жангабыл — Сарқасқа — Бозгул — Шомекей. Жил во второй половине XVIII — первой половине XIX веков.[36] С его именем связана известная поговорка «Ат үстінде мен болсам, жерде сен, Ақшолак, болсаң, жау бізге тие алмас».[2] Шежире: Ақшолақ-Шопан-Үмбет-Жанғабыл-Өтебай-Келмембет (Сарқасқа)-Келдібай-Бозғүл (Бозғыл)-Шомекей[2].
- Бодаш батыр Байтик батыр улы  (Бодаш батыр Бәйтіқұлы) (18??-1910) — батыр. Происходил из рода Отебай — Сарқасқа — Бозгул — Шомекей.[36] Шежире: Бодаш батыр-Бәйтіқ-Бәймәмбет-Тойқожа-Өтебай-Әлдеберлі-Келмембет (Сарқасқа)-Келдібай-Бозгул-Шомекей[2].
- Калдан батыр, би Талканбайулы (каз.  Қалдан батыр Талқанбайұлы) () (1819—1913) — батыр, бий. Происходил из рода Жангабыл — Сарқасқа — Бозгул — Шомекей[36]. Родился на территории современного Жалагашского района Кызылординской области в местности Кокшокы. В народе был известным бием, принимал мудрые решения в спорах между племенами, родами и народами. Калдан был удостоен народом звания «Қалдан батыр» за храбрость и беспристрастную решительность. Он уделял внимание просвещению казахов и заботился о таких религиозных деятелях, как Калжан Ахун и Садык Ахун. В 1897 году построил мечеть в местности Караколь (возле села Аккыр), где обучал детей. Поэты и писатели Т. Изтлеуова, А. Токмагамбетов и другие, описывали общественную деятельность Калдана бия в своих произведениях[35]. Шежире: Қалдан-Талқанбай-Айтуған-Майлыбай-Жанғабыл-Өтебай-Келмембет (Сарқасқа)-Келдібай-Бозғүл-Шомекей[2].
- Басар батыр Бодаш батыр улы  (Басар батыр Бодашұлы) — батыр. Происходил из рода Отебай — Сарқасқа — Бозгул — Шомекей. Жил в конце XIX в начале XIX веков.[36] Шежире: Басар-Бодаш-Бәйтіқ-Бәймәмбет-Тойқожа-Өтебай-Әлдеберлі-Келмембет (Сарқасқа)-Келдібай-Бозгул-Шомекей[2].
- Кызылбас батыр, би Мусирепулы (Қызылбас батыр Мүсірепұлы) — батыр. Происходил из рода Сарқасқа — Бозгул — Шомекей. Жил в XIX веке.[36] Шежире: Қызылбас-Мүсіреп-Жәрімбет-Солтан-Өтебай (алты Өтебай)-Келдібай-Бозғүл (Бозғыл)-Шомекей[2].
- Сопак батыр Мырзабай батыр улы (Сопақ батыр Мырзабайұлы) — батыр. Воевал в период 1810—1850 годы с агрессорами Хивинского и Кокандского ханств. Происходил из рода Бекет — Сейин (Желдер) — Бозгул — Шомекей. Жил в XIX веке.[36] Шежире: Сопақ-Мырзабай-Жолай-Ырсымбет-Бекет-Сейін (Желдер)-Келдібай-Бозғұл-Шомекей[2].
- Алдамкул батыр Ракметулы (Алдамқұл батыр Рақметұлы) — батыр, сопы (суфий), кажы (хаджи). Происходил из рода Бекет — Сейин (Желдер) — Бозгул — Шомекей. Жил в XIX веке.[36] Шежире: Алдамқұл-Рақмет-Әбілда-Алдамқұл-Тілеке-Кетебай-Жолай-Ырсымбет-Бекет-Сейін (Желдер)-Келдібай-Бозғұл-Шомекей[2].
- Пышан батыр, би Мурат би улы (Пішан батыр Мұратұлы) — батыр, бий. Происходил из рода Кожас — Каратамыр (Емендаулет) — Бозгул — Шомекей. Жил в XIX веке.[36] Шежире: Пішан-Мұрат-Күнтуар-Ерназар-Тәттімбет-Былғақ-Құттығай-Қожас-Қаратамыр-Бозғыл-Шомекей[2].
- Жанай батыр, би Ережепулы (Жаңай батыр Ережепұлы) (1828/30-1884/85) — батыр. Происходил из рода Досек — Сеин (Желдер) — Бозгул — Шомекей.[36] Шежире: Жаңай-Ережеп-Қабай-Аман-Рысбай-Шолақ-Дөсек-Сейін (Желдер)-Келдібай-Бозғұл-Шомекей[2].
- Кожеке батыр Мырзабай батыр улы (Қожеке батыр Мырзабайұлы) (1814—1895) — батыр. Происходил из рода Бекет — Сеин (Желдер) — Бозгул — Шомекей.[36] Шежире: Қожеке-Мырзабай-Жолай-Ырсымбет-Бекет-Сейін (Желдер)-Келдібай-Бозғұл-Шомекей[2].
- Бабас батыр Сералиулы (Бабас батыр Серәліұлы) — батыр. Происходил из рода Кожас — Каратамыр (Емендаулет) — Бозгул — Шомекей. Жил в XIX веке.[36] Шежире: Бабас-Серәлі-Естемір-Есенғұл-Құттығай-Қожас-Қаратамыр-Бозғыл-Шомекей[2].
- Кайрак батыр (Қайрақ батыр) — батыр. Происходил из рода Шомекей. Жил в XIX веке.[36]
- Дармен батыр Сарман батыр, би улы (Дәрмен батыр Сарманұлы) — батыр. Происходил из рода Байбише — Сарқасқа — Бозгул — Шомекей. Жил в XIX веке.[36] Шежире: Дәрмен-Сарман-Жантілеу-Бәйбіше (Амалдық)-Құдайқұл-Әлдеберлі-Келмембет (Сарқасқа)-Келдібай-Бозғұл-Шомекей[2].
- Жантайлак батыр (Жантайлақ батыр) — батыр. Происходил из рода Сарқасқа — Бозгул — Шомекей. Жил в XIX веке.[36]
- Айкозы батыр, би Танкиулы (Айқозы батыр Тәңкіұлы) — батыр. Происходил из рода Метей — Сарқасқа — Бозгул — Шомекей. Жил в XIX веке.[36] Шежире: Айқозы-Тәңкі-Қаржау-Қалымбет-Метей- Әлдеберлі-Келмембет (Сарқасқа)-Келдібай-Бозғұл-Шомекей[2].
- Тамай батыр Естемесулы (Тамай батыр Естемесұлы) — батыр. Происходил из рода Метей — Сарқасқа — Бозгул — Шомекей. Жил в XIX веке.[36] Шежире: Тамай-Естемес-Қаржау-Қалымбет-Метей-Әлдеберлі-Келмембет (Сарқасқа)-Келдібай-Бозғұл-Шомекей[2].
- Сарке батыр Сагындыкулы (Сәрке батыр Сагындықұлы) — батыр. Происходил из рода Уркетай — Есбол — Сарқасқа — Бозгул — Шомекей. Жил в XIX веке.[36] Шежире: Сәрке-Сагындық-Баймырза-Үркетай-Есбол-Әлдеберлі-Келмембет (Сарқасқа)-Келдібай-Бозғұл-Шомекей[2].
- Долда батыр — батыр. Происходил из рода Токсеит — Сарқасқа — Бозгул — Шомекей. Жил в XIX веке.[36]
- Нурыш батыр Садирбайулы (Нұрыш батыр Сәдірұлы) — батыр, палуан, би, бай. Происходил из рода Метей — Әлдеберлі — Келмембет (Сарқасқа) — Келдибай — Бозгул — Шомекей.Шежире: Нұрыш-Сәдір-Алыпқара-Қосдәулет-Шабар-Сарт-Метей-Әлдеберлі-Келмембет (Сарқасқа)-Келдібай-Бозғұл-Шомекей[2].
- Алибек батыр (Әлібек батыр) — батыр. Происходил из рода Жолай — Сеин (Желдер) — Бозгул — Шомекей. Жил в XIX веке.[36]
- Менликул батыр (Меңліқұл батыр) — батыр. Происходил из рода Досек — Сеин (Желдер) — Бозгул — Шомекей. Жил в XIX веке.[36]
- Самырза батыр Мырзабекулы (Самырза батыр Мырзабекұлы) — батыр. Был в период 1860—1870 годы бием рода Шемекей. 26 сентября 1865 года отказался платить налоги рода Шомекей перед Туркестанским генерал-губернаторством. Происходил из рода Кошкаралы — Сеин (Желдер) — Бозгул — Шомекей.Шежире: Самырза-Мырзабек-Ертілес-Сансызбай (Сақи)-Мамыр-Қошқаралы-Сейін (Желдер)-Келдібай-Бозғұл-Шомекей[2].
- Акпан батыр Жумырулы  (Ақпан батыр Жұмырұлы) — батыр. Происходил из рода Тауен(Дауен) — Сарыбай — Бозгул — Шомекей. Жил в XIX веке.[36], Шежире: Ақпан-Жұмыр-Байболат-Бөрі-Дәуен-Сарыбай-Бозғыл-Шомекей[2].
- Кошкарбай батыр Тортуыл батыр улы (Қошқарбай батыр Тортуылұлы) — батыр. Происходил из рода Тауен(Дауен) — Сарыбай — Бозгул — Шомекей. Жил в XIX веке.[36] Шежире: Қошқарбай-Тортуыл-Күни-Қоныс-Бөрі-Дәуен-Сарыбай-Бозғыл-Шомекей[2].
- Жундибай батыр Калбергенулы  — батыр. Происходил из рода Тауен(Дауен) — Сарыбай — Бозгул — Шомекей. Жил в XIX веке.[36]
- Канай батыр Куней (Кунай)улы  — батыр. Происходил из рода Тауен(Дауен) — Сарыбай — Бозгул — Шомекей. Жил в XIX веке.[36]
- Жанай батыр Куней (Кунай)улы  — батыр. Происходил из рода Тауен(Дауен) — Сарыбай — Бозгул — Шомекей. Жил в XIX веке.[36]
- Таласкан батыр Жылый (Жылай) улы  — батыр. Происходил из рода Тауен(Дауен) — Сарыбай — Бозгул — Шомекей. Жил в XIX веке.[36]
- Аргынбай батыр Танат би улы  (каз.  Арғынбай батыр Таңатұлы) — батыр. Происходил из рода Бекет — Сейин (Желдер) — Бозгул — Шомекей[36]. Аргынбай батыр, прославился в борьбе с тиранией России, Коканда и Хивы. Орда Аргынбая находилась в Тогызбайских песках вдоль реки Куандария. В середине девятнадцатого века казахам на левом берегу реки Сырдарьи, вдоль реки Куандарьи и в песках Кызылкумах приходилось отбиваться от врагов из трех сторон. Один из врагов — кокандцы, которые периодически нападали из крепости Ак-Мечеть, второй — хивинцы, которые постоянно совершали набеги на аулы казахов из крепости Бестамкала (в 240 км к юго-западу от города Кызылорда, вдоль иссушенного русла Жанадария), третий — русские войска, укрепившиеся в низовьях реки Сырдарьи (форт№ 1). Султан Еликей Касымулы, вынужденный после неудачных попыток противостоять Российской империи, принять присягу в 1852 году перед Оренбургским генерал-губернатором на верность России, пытался расположить к себе народ из рода Шомекей, опираясь на Аргынбай батыра. Эти события, произошедшие в те годы, описываются в эпосе «Казына» жырау Алмас Алматова. В этом произведении раскрыт художественный образ Аргынбай батыра, описаны личные подвиги, о перемирии, о том, как он постоянно организовывал сопротивление захватчикам[35]. Шежире: Арғынбай-Таңат-Кетебай-Жолай-Ырсымбет-Бекет-Сейін (Желдер)-Келдібай-Бозғұл-Шомекей[2].
- Тулак батыр Атан батыр улы  — батыр. Происходил из рода Тауен(Дауен) — Сарыбай — Бозгул — Шомекей. Жил в XIX веке.[36]
- Жаугашар батыр Тулак батыр улы  — батыр. Происходил из рода Тауен(Дауен) — Сарыбай — Бозгул — Шомекей. Жил в XIX веке.[36]
- Естек батыр Барта батыр улы  (Естек батыр Бартаұлы) — батыр. Происходил из рода Тауен(Дауен) — Сарыбай — Бозгул — Шомекей. Жил в XIX веке.[36]
- Акмырза батыр, би Шолакулы  (Ақмырза батыр Шолакұлы) — батыр. Происходил из рода Тауен(Дауен) — Сарыбай — Бозгул — Шомекей. Жил в XIX веке.[36] Шежире: Ақмырза-Шолақ-Табылды-Қарақұл-Жұмыр-Байболат-Бөрі-Дәуен-Сарыбай-Бозғыл-Шомекей[2].
- Жаубасар батыр Байкожа батыр улы  (Жаубасар батыр Байқожаұлы) — батыр. Происходил из рода Тауен(Дауен) — Сарыбай — Бозгул — Шомекей. Жил во второй половине XVIII, по первой половине XIX века.[36]
- Тышканбай батыр, би Пусырман би улы  (Тышқанбай батыр Пұсырманұлы) — батыр. Происходил из рода Тауен(Дауен) — Сарыбай — Бозгул — Шомекей. Жил во второй половине XVIII по первой половине XIX века.[36]
- Маябас батыр Сырлыбайулы, прозванный «Карамерген» (18??-1905) — батыр. Происходил из рода Онтек — Кыдыр — Кайкы (Балкы) — Бозгул — Шомекей.[36]
- Койытбай батыр Тенкеулы[36] (Койлыбай батыр Тайкеулы[2]) (Қойлыбай батыр Тәйкеұлы) — батыр. Происходил из рода Андагул — Кыдыр — Кайкы (Балкы) — Бозгул — Шомекей. Жил в XIX веке. Шежире: Қойлыбай-Тәйке-Итбай(Қосыбай)-Бүқар-Алсүгір-Андақұл-Қыдыр-Балкы(Қайқы)-Бозғүл-Шомекей[2].
- Майлыаяк батыр (Майлыаяқ батыр) — батыр. Происходил из рода Кайкы (Балкы) — Бозгул — Шомекей. Жил в XIX веке.[36]
- Баймурат батыр Аралбайулы (Баймұрат батыр Аралбайұлы) — батыр. Происходил из рода Кайкы (Балкы) — Бозгул — Шомекей. Жил в XIX веке.[36] Шежире: Баймұрат-Аралбай-Қосбармақ-Жаукашты-Болат (Полат)-Балқы (Қайқы)-Бозғүл-Шомекей[2].
- Сугирали батыр (Сүгірәлі батыр) — батыр. Происходил из рода Кайкы (Балкы) — Бозгул — Шомекей. Жил в XIX веке.[36]
- Казанат батыр (Қазанат батыр) — батыр. Происходил из рода Алимбет — Болат — Кайкы (Балкы) — Бозгул — Шомекей. Жил в XIX веке.[36]
- Сауытбай батыр Кыстаубайулы (Сауытбай батыр Қыстаубайұлы) — батыр. Происходил из рода Алимбет — Болат — Кайкы (Балкы) — Бозгул — Шомекей. Жил в XIX веке.[36]
- Асан батыр (Асан батыр) — батыр. Происходил из рода Болат — Сарқасқа — Бозгул — Шомекей. Жил в XIX веке.[36]
- Талас батыр Колденулы (Талас батыр Көлденұлы) — батыр. Происходил из рода Косбармак — Полат — Кайкы (Балкы) — Бозгул — Шомекей. Жил в XIX веке.[36] Шежире: Талас-Көлден-Досымбай-Жұмыр-Тұма (Жолбарыс)-Қосбармақ-Жаукашты-Болат (Полат)-Балқы (Қайқы)-Бозғүл-Шомекей[2].
- Тубекбай батыр Назикулы (Түбекбай батыр Нәзікұлы) (1836—1902) — батыр. Происходил из рода Бекет — Жолай — Сеин (Желдер) — Бозгул — Шомекей.[36] Шежире: Түбекбай-Нәзік-Еншібай (Елшібай)-Жолай-Ырсымбет-Бекет-Сейін (Желдер)-Келдібай-Бозғұл-Шомекей[2].
- Шуйиншали батыр Мысагулулы (1848—1930) — батыр. Происходил из рода Косбармак — Полат — Кайкы (Балкы) — Бозгул — Шомекей.[36]
- Балкы Базар Ондасулы (каз.  Базар жырау Ондасұлы) (1842/49—1911) — знаменитый акын, жырау, батыр. Происходил из рода Балкы (Кайкы) — Бозгул — Шомекей.[30] Шежире: Базар-Ондас-Тәуке-Қожамсүгір-Андақұл-Қыдыр-Балкы(Қайқы)-Бозғүл-Шомекей[2].
- Жаулыбай Акпанулы (конец XVIII — начало XIX в.в.) — знаменитый болыс (волостной управитель). Из рода Алимбет — Бозгул — Шомекей.
- Кузенбай Жауылбайулы (середина XIX в. — 1917 г.) — знаменитый болыс (волостной управитель), бай. Из рода Алимбет — Бозгул — Шомекей.
- Ыскак батыр Арыстанулы, прозванный «Хан Шолак» (ЬӀсқақ батыр Арыстанұлы) (1875—1913) — батыр. Происходил из рода Бекет — Сейин — Бозгул — Шомекей.[36] Шежире: ЬӀсқақ-Арыстан-Қалақ-Шобдар-Бекет-Сейін (Желдер)-Келдібай-Бозғұл-Шомекей[2].
- Кабылан батыр Кашкынбайулы (Қабылан батыр Қашқынбайұлы) (….—1920) — батыр. Происходил из рода Кожакелди — Бозгул — Шомекей. Сын батыра Кашкынбай Кемелулы, прозванного «Жолбарыс батыр».[36] Шежире: Қабылан-Қашқынбай (Жолбарыс батыр)-Кемел-Тұяк-Құттығай-Тілеміс (Тілес)-Базары-Назар-Тыныс-Қожакелді-Келдей-Бозғұл-Шомекей[2].
- Табынбай Тулькибайулы (Табынбай Түлкібайұлы) (1860—1925) — баксы, который мог во время камлания создать иллюзию, что юрта якобы заполнялась водой, в которой плавали крупные рыбы. Он ловил их и давал по одной рыбе каждому из присутствующих. Когда затем шаман приказывал, чтобы рыбы были возвращены ему, то оказывалось, что будто бы нет ни воды, ни рыб и что каждый держит в руках свой детородный член. Из рода Бозгыл — Шомекей.[37]

- Алмат Тобабергенов (каз.  Алмат Тобабергенұлы) (1804—1882) — переводчик, проводник и дипломат представителей царской России. В 1830 году в составе русского представительства едет в Хивинское ханство, в 1834 году с Демозонской экспедицией — в Бухарское ханство. С 1834 по 1846 год он неоднократно посещает Коканд, Хиву и Бухару с дипломатическими миссиями. С 1851 по 1869 год работал начальником 54-й дистанции Оренбургской губернии, а с 1869 по 1875 год — волостным управителем Кожакульской волости. Похоронен в 25 километрах от п. Иргиз, в местности Майтобе (Мавзолей Алмата Тобабергенулы). Прапрадед Файзуллы Абсалямова и Галымжана Абдисалямова. Происходил из рода Келдыбай — Бозгыл — Шомекей.[38].  Шежире: Алмат-Тобаберген-Киікбай-Әлібек-Қалақ-Шобдар-Бекет-Сейін (Желдер)-Келдібай-Бозғұл-Шомекей[2].

- Алматов Самурат (Шахмурат) (каз.  Самұрат Алматұлы) (1845—1922) более 40 лет возглавлял Иргизский уезд. На свои средства он построил русско-мусульманскую школу и несколько мечетей, одна из которых сохранилась и в наши дни. Брат деда Файзуллы Абсалямова и Галымжана Абдисалямова. Происходил из рода Келдыбай — Бозгыл — Шомекей.[38] Возможно, в вышеуказанной ссылке ошибка, так как руководство уездами осуществлялись только представители русского дворянства и в Адрес-календарях Тургайской области 1899—1917 годов управителем Кинджегаринской волости Иргизского уезда Тургайской области значится Тюремуратъ Алматовъ (брат его Торемурат Алманов)«Документы Актюбинского Областного Историко-Краеведческого Музея, оцифрованных сайтом „История Актюбинской области“» Шежире: Самұрат-Алмат-Тобаберген-Киікбай-Әлібек-Қалақ-Шобдар-Бекет-Сейін (Желдер)-Келдібай-Бозғұл-Шомекей[2].

### Руководители, участники Тургайского восстания 1916 года и восстание сарбазов 1930 года
- Айменбет Шобанов (Әймәмбет или Әйімбет Шобанұлы)(…—…) — хан, один из руководителей Иргизского восстания 1916 года. Выбран повстанцами Таупской волости Иргизского уезда своим ханом. Его имя носят зимовка и урочище, находящиеся в Иргизском районе соответственно в 80 км от села Тауп и 30 км от села Жайсанбай. Происходил из рода Айбас — Ескара — Тока — Шомекей.Шежире: Әйімбет-Шобан-Тілек-Алдаберген-Сатай-Қалматай-Айбас- Есқара-Тоқа-Шөмекей[32].
- Заркум батыр Куанышулы (Зарқұм батыр Қуанышұлы) (1865—1918) — батыр. Происходил из рода Адамбай — Сарқасқа — Бозгул — Шомекей.[36]
- Айжаркын Канаев (каз.  Айжарқын Қанайұлы) (1855—1930) — хан, один из руководителей Тургайского восстания 1916 года против царских властей и антисоветского Иргизского восстания 1930 года на территории Актюбинской, Кызылординской и Кустанайской областей Казахстана. Погиб 20 марта 1930 года в бою против отряда ОГПУ в местности Куламыс в окрестностях с. Иргиза. Происходил из рода — Кайкы(Балкы)— Бозгул — Шомекей.
- Мукантай Саметов (Мұқантай Сәметұлы)(1875—1930) — батыр, сардарбек (военачальник), один из руководителей Антисоветского восстания («Восстание сарбазов») 1930 года на территории Актюбинской, Кызылординской и Кустанайской областей Казахстана. Был выбран главнокомандующим (сардарбеком) отрядов повстанцев. Содержатель мечети в местности Карасу, хазрет, окончивший в свое время духовную школу в Бухаре[39]. По данным ОГПУ был советником бухарского эмира Сейид Алим-хана. Происходил из рода — Шомекей.

- Пирмагамбет Лаубаев (каз.  Пірмағамбет Лаубайұлы) (1892—1930) — батыр, хан, один из руководителей Антисоветского восстания ((«Восстание сарбазов»)) 1930 года на территории Актюбинской, Кызылординской и Кустанайской областей Казахстана. 7 апреля 1930 года между карательными отрядами, выехавшими из Кармакчи и Иргиза, и повстанцами произошло сражение, в ходе которого со стороны повстанцев было убито 35 человек (среди них один из руководителей восстания Пирмагамбет Лаубаев) и 40 человек убитых — со стороны карателей. Отряд карателей под командованием Гущина были вынуждены отступить. Происходил из рода Кожакелди — Бозгул — Шомекей.[2][36]
- Акмырза Тосов или Досов (каз.  Ақмырза Төсұлы) () (1881—1930) — батыр, ахун, ишан, один из руководителей Антисоветского восстания ((«Восстание сарбазов»)) 1930 года на территории Актюбинской, Кызылординской и Кустанайской областей Казахстана. В сражении за Сырдарьей в песках 26 марта 1930 года, погибло 108 повстанцев во главе с А. Т(Д)осовым, 150 человек были ранены. Происходил из рода Бекет — Сейин (Желдер) — Бозгул — Шомекей.Шежире: Ақмырза-Төс-Таңат-Кетебай-Жолай-Ырсымбет-Бекет-Сейін (Желдер)-Келдібай-Бозғұл-Шомекей[2].
- Жумаш Кабланов (Жұмаш Қабыланұлы) (….—1930) — батыр, один из руководителей Антисоветского восстания («Восстание сарбазов») 1930 года на территории Актюбинской, Кызылординской и Кустанайской областей Казахстана. Внук батыра Кашкынбай Кемелулы, прозванного «Жолбарыс батыр», сын Кабылан батыра. Происходил из рода Тыныс — Кожакелди — Бозгул — Шомекей Шежире: Жұмаш-Қабылан-Қашқынбай (Жолбарыс батыр)-Кемел-Тұяк-Құттығай-Тілеміс (Тілес)-Базары-Назар-Тыныс-Қожакелді-Келдей-Бозғұл-Шомекей[2].
- Досжан Караев (Досжан Караұлы) (1899—1932) — батыр, один из руководителей Антисоветского восстания («Восстание сарбазов») 1930 года на территории Актюбинской, Кызылординской и Кустанайской областей Казахстана. Досжан Караев вместе с другими руководителями восстания вел переговоры со специальной правительственной комиссией во главе с А. Жангельдиным. Требования повстанцев были о прекращении политических репрессий, прекращение насильственной коллективизации, уважительного отношения к религиозным верованиям народа. Арестован 11 мая 1931 г. Приговорен Выездной сессией коллегии ОГПУ 19 января 1932 г. к ВМН. Расстрелян. Родной брат Т. Жургенова. Из рода Келмембет — Келдыбай — Бозгыл — Шомекей.Шежире: Досжан-Қара (Сырлыбай)-Жүрген-Қуан-Әлен-Жәрімбет-Солтан-Өтебай (алты Өтебай)-Келдібай-Бозғүл (Бозғыл)-Шомекей[2].
- Туменбай Татенулы (Түменбай Тәтенұлы)(….—1930) — хан, один из руководителей Антисоветского восстания ((«Восстание сарбазов»)) 1930 года на территории Актюбинской, Кызылординской и Кустанайской областей Казахстана. Выбран повстанцами ханом. Командуя отрядом сарбазов в количестве 700 человек, погиб в бою с частями ОГПУ (против отряда Сидельникова) 23.03.1930 г. В том бою потери сарбазов составили 242 человек убитыми, 26 плененными (в плен 6 человек попали ранеными). Место боя — Шатыртам Таупской волости Иргизского уезда Актюбинской области. С того времени в народе это место называют «Тока кырган», так как в отряде Туменбай хана воины в основном были представителями рода Тока. Происходил из рода Айтқул — Ескара — Тока — Шомекей.Шежире: Түменбай-Тәтен-Сәрсен-Бегалы-Қожамберлі-Құрақ-Тума-Айтқұл-Есқара-Тоқа-Шөмекей[32].
- Исатай Сатыбалдин (Исатай Сатыбалдыұлы) (…—1930) — батыр, хазрет (хазрат), один из руководителей Антисоветского восстания («Восстание сарбазов») 1930 года на территории Актюбинской, Кызылординской и Кустанайской областей Казахстана. Был выбран советником хана Туменбая. Погиб в том бою, что и хан. На свои средства он построил мечеть, развалины, которого находится в 7 км на юго-восток от села Жайсанбай Иргизкого района Актюбинской области. Происходил из рода Калак — Ескара — Тока — Шомекей.Шежире: Исатай-Сатыбалды-Таңатар-Қалақ-Есқара-Тоқа-Шөмекей[32].
- Сыдык Айменов (Сыдық Айменұлы) (…—1930) — батыр, сардарбек, один из руководителей Антисоветского восстания («Восстание сарбазов») 1930 года на территории Актюбинской, Кызылординской и Кустанайской областей Казахстана. Выбран был сардарбеком хана Туменбая. Погиб в том бою, что и хан. Происходил из рода Кунту — Ескара — Тока — Шомекей.Шежире: Сыдық-Аймен-Түрекеш-Мәлкей-Күнту-Есқара-Тоқа-Шөмекей[32].
- Жекебатыр батыр  — батыр. Происходил из рода Тауен(Дауен) — Сарыбай — Бозгул — Шомекей. Жил во второй половине XIX — первой половине XX века. Погиб в 1930 году.[36]

### Советского периода
- Абсалямов Файзолла (каз.  Файзолла Әбдісаламұлы Әбдісаламов ) (1911—1993) — один из первых кинооператоров республики Казахстан. В 1930-е годы был помощником Алиби Джангильдина. Член Союза кинематографистов Казахской ССР. Стоял у истоков основания «Казахфильма». Старший брат Абдисалямова Галымжана (Алим Алмат). Происходил из рода Келдыбай — Бозгыл — Шомекей.[38] Шежире: Файзолла-Әбдісалам-Төремұрат-Алмат-Тобаберген-Киікбай- Әлібек-Қалақ-Шобдар-Бекет-Сейін (Желдер)-Келдібай-Бозғұл-Шомекей[2].
- Абдисалямов Галымжан (Алим Алмат) (1917—2018) — первый казахский скрипач (хотя в музыкальном мире первым скрипачом Казахстана официально считается Айткеш Толганбаев, 1924 года рождения. Айткеш — его ученик). Участник первой Декады казахского искусства в Москве 1936 года. Обучался музыкальному искусству в Алма-Ате, Ташкенте. До Великой Отечественной войны он был студентом Московской консерватории. После окончания Второй мировой войны закончил русскую консерваторию имени Рахманинова в Париже. Лично был знаком с Темирбеком Жургеновым и с супругой Мустафы Шокая (Мария Горина-Шокай). Из рода Келдыбай — Бозгыл — Шомекей.[38]
- Алманов, Баймен Алманович (каз.  Баймен Алманұлы Алманов) (1896—1943) — видный советский, партийный деятель Казахстана. Шомекей.
- Жаманмурынов, Тель Букпанович (каз.  Тел Бұқпанұлы Жаманмұрынов) (1888—1938) — видный советский, партийный деятель Казахстана. Из рода Байконек — Копсек — Кыдырымбет — Конек — Шомекей.Шежире: Тел-Жаманмұрын-Солтай(Сұлтанай)-Маңғытай-Қошқар-Байкөнек-Азнабай(Көпсек)-Қыдырымбет-Көнек-Шомекей[40]

- Жургенов, Темирбек Караевич (каз.  Темірбек Қараұлы Жүргенов) (1898—1939) — крупный советский, партийный, государственный деятель в Средней Азии и Казахстане. Из рода Ален — Жаримбет — Келмембет — Келдыбай — Бозгыл — Шомекей.Шежире: Темірбек-Қара (Сырлыбай)-Жүрген-Қуан-Әлен-Жәрімбет-Солтан-Өтебай (алты Өтебай)--Келмембет-Келдібай-Бозғүл (Бозғыл)-Шомекей[2].
- Кулумбетов, Узакбай Джильдирбаевич (каз.  Ұзақбай Желдірбайұлы Құлымбетов) (1891—1938) — крупный партийный и советский деятель Казахстана. Начав свою трудовую биографию учителем, он стал главой правительства Казахстана. Из рода Аю — Аспан — Шомекей.[41] Шежире: Ұзақбай-Желдербай-Қанымбай-Кенебай(Келден)-Шахан-Еңкей-Аю(Айқожа)-Бұғанай-Есімбет-Аспан-Шомекей[40].
- Канахин Утебай (каз.  Өтебай Итбайұлы Канахин) (1923—1990) — советско-казахский писатель. Происходил из рода Калак — Ескара — Тока — Шомекей. Шежире: Өтебай-Итбай-Қанаха-Төлеген-Кабанбай-Төлеген-Шұқыр-Қалақ-Есқара-Тоқа-Шөмекей[32].
- Кулыбеков Абдолла (каз.  Абдулла Баймұратұлы Құлыбеков) (1903—1953) — известен как один из первых переводчиков на казахский язык избранных русских и мировых классических художественных произведений (в том числе книгу Роберта Стивенсона «Остров сокровищ»). Был одним из первых редакторов газеты «Кедей» — «Беднота», прообраз ныне существующей областной газеты «Ақтөбе»[42] Работал на руководящих должностях в партийных и советских органах, в том числе был народным судьей Иргизского уезда Актюбинской губернии . Шомекей.
- Маханов Абыл (1903—1937) — знаменитый домбрист, участник первой Декады казахского искусства в Москве 1936 года, директор Иргизского народного театра . Был управителем Кинджегаринской волости Иргизского уезда Тургайской области «Документы Актюбинского Областного Историко-Краеведческого Музея, оцифрованных сайтом „История Актюбинской области“». По ложному обвинению приговорен к расстрелу. Приговор приведен в исполнение. Родной дядя Абсалямова Файзуллы и Абдисалямова Галымжана. Из рода Бозгыл — Шомекей.[38] Шежире: Абыл-Мақан-Алмат-Тобаберген-Киікбай- Әлібек-Қалақ-Шобдар-Бекет-Сейін (Желдер)-Келдібай-Бозғұл-Шомекей[2].
- Шонанов Телжан (каз.  Телжан Шонанов)(1894—1938) — один из первых казахских лингвистов, ученый-педагог, литературовед, критик, историк, переводчик, общественный деятель. Из рода Конек — Шомекей.
- Нурпеисов, Плис Кольгельдиевич (каз.  Біліс Қойгелдіұлы Нұрпейісов) (1919—1945)— гвардии старший лейтенант, лётчик-наблюдатель 47-го гвардейского отдельного разведывательного авиационного полка, Герой Советского Союза. Из рода Суин — Келдыбай — Бозгыл — Шомекей. Шежире: Біліс-Нұрпейіс-Қойгелді-Қарсақ-Шоқай-Қожамберді-Шыбынтай би-Ырысымбет би-Бекет би-Сөйін би-Келдібай батыр-Бозғұл би-Шөмекей.
- Толыбеков, Сергали Еспембетович (каз.  Серғали Еспембетұлы Толыбеков) (1907—1995) — видный ученый-экономист, доктор экономических наук, профессор, член-корреспондент АН КазССР. Из рода Дөсек — Келдыбай — Бозгыл — Шомекей.Шежире: Серғали-Еспембет-Толыбек-Өтемболат-Малайдар-Қожан-Ақберді-Тәуке-Дөсек-Сейін (Желдер)-Келдібай-Бозғұл-Шомекей[2].
- Акимжанов, Алтынбек Акимжанович (1922—2000) — партийный и хозяйственный деятель Актюбинской области. Герой Социалистического труда СССР — за выдающиеся достижения в развитии сельскохозяйственного производства. Из рода Бозгыл — Шомекей.
- Алдамжар Бегилда Айдилдаулы (каз.  Бегділдә Әйділдәұлы Алдамжаров) (1946—2012) — поэт, писатель, переводчик, критик. Уроженец Казалинского района Кызылординской области. Работал в редакции газеты «Лениншіл жас» (ныне «Жас алаш»), издательства «Жазушы», в музыкальной редакции Казахского телевидения. Заведующий отделом журнала «Жұлдыз». Автор сборников стихов «Нөсер», «Жыл мезгілдері», «Айлы түндер», «Нұр мен түнек», «Іздедім сені», «Мизам айы», романов «Қара нөсер», «Жықпыл», «Ұлы сел». Также является автором литературно-критических статей. Из рода Шомекей — Аспан — Есимбет — Турымбет — Тогымбет — Айткул — Есим — Жаман — Дынгыр — Бокы (Тажи туйе палуан)
- Туменбаев Жаксылык (каз.  Жақсылық Түменбаев) (1944—1993) — казахский писатель и журналист. Автор повестей: «Два берега одной реки», «Дом на окраине», «Заповедник любви», «Ясный день» и др. Из рода Калак — Ескара — Тока — Шомекей.[32]
- Каденова, Лидия Тажадиновна (каз.  Лидия Тәжәдінқызы Кәден) (1952) — актриса театра и кино. Заслуженная артистка Республики Казахстан (1991). С 1974 года по настоящее время — артистка Казахского государственного академического театра юного зрителя им. Г. Мусрепова. Из рода Айбас — Ескара — Тока — Шомекей.Шежире: Лиди-Тажеддин-Кәден-Досалы-Мәт-Бердалы-Кейкі-Жандау-Бөрібай-Жауқашты-Төлес-Айбас-Есқара-Тоқа-Шөмекей[32].
- Амриев Ракиш Амриевич (каз.  Рақыш Әміреев) (1939) — доктор химических наук, профессор. Из рода Өтебай — Келдыбай — Бозгыл — Шомекей.[2]
- Кайнарбаев Алкуат (каз.  Әлқуат Қайнарбаев) (1898—1979) — собиратель памятников устного народного творчества и популяризатор народного творчества.Шежире: Әлқуат-Қошалақ-Қайнарбай-Иса-Бердәлі-Естемір-Мұнай-Есенғұл-Құттығай-Қожас-Қаратамыр-Бозгул-Шомекей[40].
- Куланбай Копишев (1913—2002) — писатель (член союза писателей Казахстана), переводчик, герой Великой Отечественной войны. Шежире:Куланбай - Алдонгар (каз. Алдонғар) — Сандыбай — Көпіш — Тайтік — Токсейіт — Құдайқұл — Әлдеберлі -Келмембет (Сарқасқа) — Келдыбай — Бозгыл — Шомекей

## Список персоналий из рода Шомекей, отраженных в исторических документах
1 и 2 августа 1738 года состоялся курултай. С 3 по 6 августа состоялась церемония приведения хана, султана и старшин родов к присяге вступления в состав России.
- Аксакал рода Шомекей-Мамбет племени Алшын Аталга Булгакулы (Мамбет батыр, би, аталык Булгакулы (1704—1769)-Былғақ-Құттығай-Қожас-ҚАРАТАМЫР-ШӨМЕКЕЙ[2])
- Аксакал рода Шомекей Серке Боранулы

ТАТИЩЕВ В. Н. «ЭКСТРАКТ ИС ПОЛУЧЕННЫХ ИЗВЕСТИЕВ О КИРГИС-КАЙСАЦКИХ И БАШКИРСКИХ ОБРАСЧЕНИАХ. 12 АВГУСТА 1738 г.»
- Маметь-аталык, старшина рода чюмекей (Мамбет батыр, би, аталык Булгакулы (1704—1769)-Былғақ-Құттығай-Қожас-ҚАРАТАМЫР-ШӨМЕКЕЙ[2])

ЖУРНАЛ ПРОИСХОДЯЩИМ ПО КОМИССИИ БРЕГАДИРА ТЕВКЕЛЕВА КИРГИС-КАЙСАЦКИМ ДЕЛАМ 1748 ГОДА
- Исергап-батырь, старшина рода тука-чюмекей
- Гаип, старшина рода чюмекей
- Кутлумбеть ясаул рода чюмекей
- Тюрке старшины рода чюмекей Кидай-биев сын (Түрке,-Кедей-Жәнібек-Айтқұл-Тоқымбет (Төбет)-ЕСІМБЕТ-АСПАН-ШӨМЕКЕЙ[2])
- Актамберде старшины рода чюмекей Аллаяр-биев сын
- Трумбеть старшины рода чюмекей Алучи-биев сын
- Юлбай рода чюмекей Сакав-биев сын (возможно Ұлбай)
- Канай рода чюмекей Сакал-биев сын
- Раимберде Кутлумбетев сын старшины рода чюмекей
- Кангилди-ясаул рода чюмекей (возможно Ханкелді-Жәнібек-Айтқұл-Тоқымбет (Төбет)-ЕСІМБЕТ-АСПАН-ШӨМЕКЕЙ[2])
- Мосурман старшины рода чюмекей Кидай-биев сын (Пұсырман,-Кедей-Жәнібек-Айтқұл-Тоқымбет (Төбет)-ЕСІМБЕТ-АСПАН-ШӨМЕКЕЙ[2])
- Айтембеть старшины рода чюмекей Аллаяр-биев сын
- Кидай-бий рода чюмекей (Кедей би (1700—1768)-Жәнібек-Айтқұл-Тоқымбет (Төбет)-ЕСІМБЕТ-АСПАН-ШӨМЕКЕЙ[2])
- Баубяк-бий рода чюмекей (возможно Баубек)
- Атай старшина рода чюмекей-елдар
- Култай-батыр рода чюмекей
- Кошкулак старшины рода чюмекей Кидай-биев сын

ЖУРНАЛ, ДЕРЖАННОЙ ПРИ ОБЪЯВЛЕНИИ НУРАЛИ-САЛТАНА КИРГИС-КАЙСАЦКОМУ НАРОДУ ХАНОМ, КОТОРОЙ НА МЕСТО ОТЦА ЕВО АБУЛХАИР ХАНА ОТ ТОГО КИРГИС-КАЙСАЦКОГО НАРОДА ВЫБРАН В ХАНЫ 2 ОКТЯБРЯ ПРОШЛОГО 1748 г.
- Кидай-бий рода чюмекей (Кедей би (1700—1768) — Жәнібек — Айтқұл — Тоқымбет (Төбет) — ЕСІМБЕТ-АСПАН-ШӨМЕКЕЙ[2])
- Бузы-бий рода чюмекей-каратамыр
- Исергап-батырь, старшина рода тука-чюмекей
- Шадман-батырь рода чюмекей
- Ярлыкаш-батырь рода чюмекей
- Кутлумбет ясаул рода чюмекей
- Мурзагул-батырь рода чюмекей
- Ишей-батырь рода чюмекей
- Байтемир-батырь рода чюмекей

Журнал, веденный Свиты его императорского величества поручиком Гавердовским и колонновожатыми Ивановым и Богдановичем во время следования их по высочайшему повелению чрез Киргизскую степь в провинцию Бухарию, с различными наблюдениями, с описанием всех случившихся происшествий, равно как и о возвращении в Россию в 1803 году, с кратким уведомлением об отправлении посольства в азиатское владение "
- Идиги, сын Куран-батыря старшины рода чюмекей-эльдяровцев
- описана могила Алтан-бия знаменитый батыр и старшина над родом чумекей
- Рак-бий старшина отделения кунтского рода чюмекей
- Китя-бий старшина рода чумекей
- Баккара старшина рода чумекей
- Абтикарем старшина рода чумекей
- Мусеряб-бий старшина рода чумекей

СПАССКИЙ Г. И. «КИРГИЗ-КАЙСАКИ БОЛЬШОЙ,СРЕДНЕЙ И МАЛОЙ ОРДЫ. 1820 г.»
использованы данные из «Записка о численности, местах кочевок и торговле отдельных родов Большой, Средней и Малой Орд, составленная старшиною Кобек Шукур-Али улы и казанским татарином Галием Шахмутаровым по поручению оренбургского военного губ-ра кн. Г. С. Волконского (1803 г. …)».
Чумекей-джидлерского рода (ШӨМЕКЕЙ — БОЗҒЫЛ — КЕЛДІБАЙ — Сейін (Желдер) — …)
- старшина Китябай-бий (Кетебай батыр Жолайұлы (1730/40-1815) — Жолай-Ырсымбет-Бекет-Сейін (Желдер) — КЕЛДӀБАЙ —БОЗҒЫЛ — ШӨМЕКЕЙ[2]).
- старшина Куран-батыр (Корен батыр Жадик (Жауик)улы — Жәдік (Жәуік) — Таңатар — Қасай — Сейін (Желдер) — КЕЛДӀБАЙ —БОЗҒЫЛ — ШӨМЕКЕЙ[2].)
- старшина Айтеляш-бий
- старшина Ярмамет-бий.

Чумекей-каратамурского рода (ШӨМЕКЕЙ — БОЗҒЫЛ — ҚАРАТАМЫР)
- старшина Айтим-бий (возможно Айтым)
- старшина Мурзагул-бий (возможно Мырзақұл)

Чумекей-тукинского рода (ШӨМЕКЕЙ — ТОҚА — …)
- старшина Самет-батырь (Самет батыр Назымулы (1744—1839)-Назым-Шорағасы-Бабеке-Бәтікей-Бескем-ТОҚА-ШӨМЕКЕЙ[32])

Чумекей-куитовского рода (ШӨМЕКЕЙ — АСПАН — ҚОЙЫТ — …)
- старшина Сидали-бий
- старшина Ирак-бий

## Список статей о жизни шомекей, проживающих за пределами Казахстана
inform.kz «Отец покоится в родной земле — история казахов Дании, вынужденно покинувших Родину»

## Дополнительные источники
- Газета «Актюбинский вестник», статья «Летописец нашего края», 22 октября 2009 г. о газете «Ақтөбе» и редакторах (в том числе Кулыбекове Абдулле).
- Газета «Актюбинский вестник», статья «Первый скрипач Казахстана», 10 марта 2011 г. о Абдисалямове Галымжане (Алим Алмат).
- Газета «Ақтобе», статьи «Қарабас әулие», 6 январь 2012 г., «Бос сөз, Қарабас әулие арғын емес!» 30 марта 2012 г., «Бейәдеп әрекетке жол берілмейді!» 24 апреля 2012 г. о Карабас Барыс — аулие.
- Газета «Актюбинский вестник», статья «Достойный сын своего времени», 20 октября 2011 г. о Алтынбеке Акимжанове.
- Газета «Кызылординские вести», статья «Батыры земли Сыра», 17-01-2015, 24-01-2015, 31-01-2015, 14-02-2015, 21-02-2015